# Weimarrepubliek
De Weimarrepubliek (Duits: Weimarer Republik) was de benaming van Duitsland in de periode van 1918/1919 tot 1933, toen het land voor het eerst een volwaardige democratie was.

## Inleiding
De republiek was de opvolger van het half-democratische Duitse Keizerrijk (1871-1918), dat ophield te bestaan toen aan het einde van de Eerste Wereldoorlog keizer Wilhelm II afgezet werd. De naam verwijst naar de stad Weimar, waar de republiek in 1919 haar grondwet kreeg. In de republiek, die officieel nog steeds het Duitse Rijk heette, gebruikte men aanvankelijk vooral de naam Duitse Republiek. De term Weimarrepubliek werd pas vanaf 1929 gebruikt, veelal met een negatieve weerklank door tegenstanders van de republiek (de conservatieven, de nazi's en de communisten).
In de Duitse geschiedenis staat de Weimarrepubliek wel geboekt als de eerste volledige Duitse democratie (en de Bondsrepubliek Duitsland vanaf 1949 als de tweede). Hervormingen tijdens oktober 1918 (en later), maar ook de Novemberrevolutie van 9 november 1918 hebben het bestuur republikeins (hoewel de meeste partijen aanvankelijk nog wel met een volledig constitutionele monarchie verder wilden) en parlementair-democratisch gemaakt. Aan het hoofd van het Rijk stond niet meer de erfelijke Duitse keizer (de Pruisische koning), maar een direct door het volk gekozen rijkspresident: eerst de sociaaldemocraat Friedrich Ebert, later de conservatieve generaal Paul von Hindenburg. Delen van de Grondwet van Weimar en sommige politieke gewoontes en symbolen uit die tijd leven voort in de Bondsrepubliek (zie 'Nabeschouwing' hieronder).
De republiek was zwaar belast door het Verdrag van Versailles, dat het einde van de Eerste Wereldoorlog bezegelde. Duitsland moest herstelbetalingen doen, zich op grote schaal ontwapenen en grondgebied inleveren. Mede daardoor duurde het lang voordat Duitsland weer een rol in de internationale politiek speelde.
Binnen het land zelf waren er conflicten die op een burgeroorlog leken. Politieke extremisten, voornamelijk communisten en nationaalsocialisten, wonnen veel aanhang, vooral sinds de Grote Depressie (1929 en volgende jaren). In 1933 wist de leider van de nationaalsocialisten, Adolf Hitler, de macht over te nemen en veranderde in zeer korte tijd de Duitse republiek in een totalitaire dictatuur: Nazi-Duitsland.

## Geschiedenis

### Oktoberhervormingen en einde Eerste Wereldoorlog

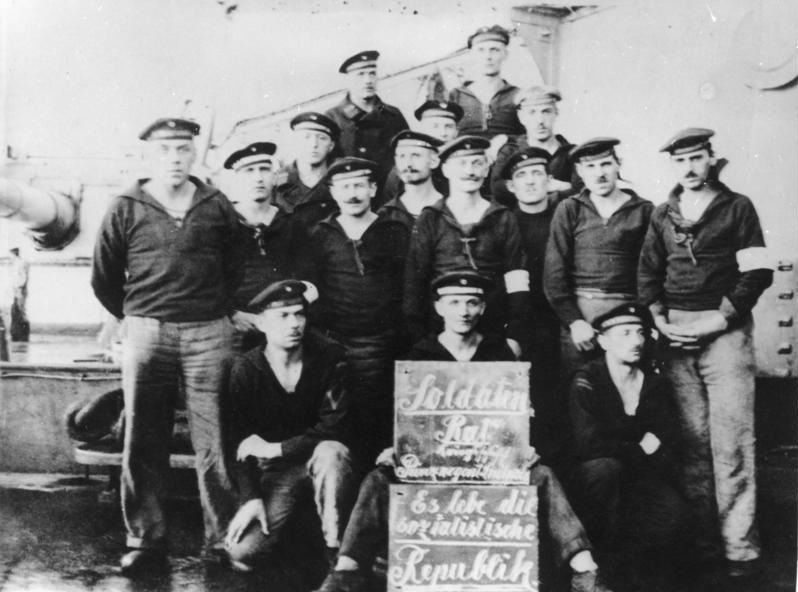
November 1918: opstandige matrozen in Kiel, die een soldatenraad hebben gekozen

Sinds 1914 stonden de belangrijkste Europese machten (Duitsland, Oostenrijk-Hongarije, het Verenigd Koninkrijk, Frankrijk en Rusland) in een, voorheen ongekend bloedige, oorlog tegenover elkaar. In de eerste helft van 1918 had Duitsland Rusland definitief verslagen en de Vrede van Brest-Litovsk bewerkstelligd, maar het was aan o.a. het westfront langzamerhand aan de verliezende hand. Dat kwam onder meer door de effectieve zeeblokkade van Duitsland door de geallieerden, die steeds grotere tekorten veroorzaakte. Anderzijds waren de geallieerden door het terugtrekken van Rusland (Lenin moest kiezen voor de opbouw van zijn land) een belangrijke medestander verloren.  Het tij keerde definitief tegen Duitsland in augustus 1918, toen het Duitse leger uiteindelijk gebrek had aan grondstoffen, munitie, voedsel en manschappen, en zich langzaam uit Frankrijk en België moest terugtrekken door het geallieerde Honderddagenoffensief.
De Duitse legerleiding realiseerde zich dat de directe vooruitzichten hopeloos waren geworden en dat ieder moment de totale instorting van het leger kon volgen, waarop de geallieerden ongehinderd de invasie van Duitsland zouden kunnen inzetten. Zij informeerde de regering op 29 september over de situatie en wilde dat de regering sociaaldemocraten, katholieken van de Zentrum-partij en links-liberalen opnam; die drie hervormingsgezinde partijen hadden de meerderheid in de Rijksdag en hadden al op 19 juli 1917 een resolutie m.b.t. een vrede zonder gebiedsuitbreiding ingediend. De resolutie kreeg een meerderheid in het parlement, maar werd genegeerd door zowel de legerleiding (die toen nog dacht dat een militaire overwinning binnen de mogelijkheden lag en onder invloed stond van de rechtsradicale Deutsche Vaterlandspartei) als door de geallieerden. De nieuwe regering moest dan onderhandelen over een staakt-het-vuren met de Verenigde Staten, die in april 1917 ook bij de tegenstanders waren gekomen, op basis van president Wilsons Veertien Punten van begin 1918. De legerleiding dacht dat een democratischere regering een voor Duitsland gunstigere vrede kon bereiken.
Keizer Wilhelm II gaf op 3 oktober 1918 de partijloze, maar als liberaal geldende prins Max van Baden de opdracht om een nieuwe regering te vormen. Daarin namen ook vertegenwoordigers van de katholieke Zentrum-partij, de links-liberalen en de sociaaldemocraten (SPD) plaats. Vooral het opnemen van de SPD was bijzonder; deze toen grootste partij werd altijd buitengehouden.
Nog in oktober onderhandelde de nieuwe regering met de VS, die gezien werd als de belangrijkste macht onder de vijanden. Een van de voorwaarden die de VS stelden aan de Duitsers, eer men wilde praten over een staakt-het-vuren, was dat het semi-constitutionele regeringsstelsel van het keizerrijk nog verder gedemocratiseerd moest worden. De Duitse sociaaldemocraten en links-liberalen wilden dit ook, eigenlijk al veel eerder, maar hadden daarvoor nooit de kans gekregen door de tegenwerking van keizer Wilhelm II, de legerleiding, de aristocratie en de conservatieve partijen in het parlement. Tijdens de Oktoberhervormingen werd de Duitse grondwet aangepast, zodat de regeringsleider (de rijkskanselier) niet meer alleen door de keizer werd benoemd, maar ook het vertrouwen van het parlement, de Rijksdag, nodig had. De greep van de keizer en de aristocratie op de politiek en het leger werd ingeperkt. Veel hervormingen zouden echter nooit in praktijk worden gebracht als gevolg van de gebeurtenissen die de daaropvolgende weken plaatsvonden.

### Novemberrevolutie en afschaffing van de monarchie
Eind oktober 1918 wilde de leiding van de Duitse marine eigenmachtig de vloot nog naar Engeland sturen, om "heldhaftig" ten onder te gaan. De matrozen zagen uiteraard niets in het sneuvelen voor een reeds verloren oorlog en rebelleerden onder meer om een vredesakkoord te bevorderen. Ook wilden zij een betere verzorging met levensmiddelen. Van de Noord-Duitse havensteden sloeg de rebellie over naar de rest van het land en bereikte op 9 november de hoofdstad Berlijn, waar de Novemberrevolutie uitbrak. Kanselier Max van Baden vreesde dat een gewelddadige omwenteling zoals in Rusland een jaar daarvoor zou plaatsvinden. Daarom en vanwege diens slechte internationale reputatie dwong hij de keizer tot aftreden en gaf zijn kanselierschap over aan de voorzitter van de SPD, Friedrich Ebert. Ook Ebert was tegen een gewelddadige revolutie en wilde de politieke ontwikkeling in geleidelijke banen leiden. Aanvankelijk wilden veel partijen, zoals Eberts SPD, nog wel verder met een volledig constitutionele monarchie en werd gezocht naar een acceptabele verwant van de afgezette keizer die hem zou kunnen vervangen. Alleen de extremere socialisten en communisten eisten een direct einde van de monarchie.

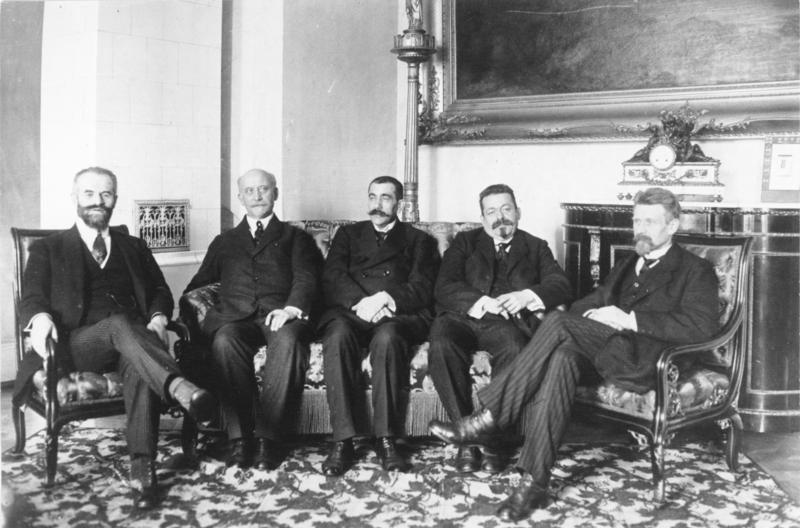
Rat der Volksbeauftragten na uittreden van de radicalen. Van links naar rechts: Otto Landsberg, Philipp Scheidemann, Gustav Noske, Friedrich Ebert, Rudolf Wissell.

Philipp Scheidemann, een andere vooraanstaande sociaaldemocraat, riep echter op dezelfde 9 november tóch de republiek uit, overigens om de radicale socialisten en de communisten vóór te zijn die op het punt stonden om een eigen radicaal-socialistische republiek uit te roepen. Ebert verweet hem dat, want volgens Ebert was het niet aan Scheidemann, maar aan een constituante (een nationale vergadering) om de keus te maken tussen de bestaande monarchie of een nieuwe Duitse republiek. Maar aangezien de keizer ondertussen naar Nederland was gevlucht en ook de andere Duitse vorsten door de voorbije gebeurtenissen waren afgezet, was het inmiddels onvermijdelijk dat Duitsland sowieso een republiek zou worden.
De regering van Ebert, van 10 november 1918 tot en met 13 februari 1919, heette de "Raad van Volkscommissarissen", omdat uitdrukkingen als regering of ministers te burgerlijk zouden klinken in de oren van de meer linksradicale partijen wier steun men nodig had. In het begin zaten in de Raad drie gematigde sociaaldemocraten en drie meer radicale sociaaldemocraten (van de Onafhankelijke Sociaaldemocratische Partij, USPD). Nadat de Raad met hulp van keizerlijke troepen en ongebonden groepen van soldaten, de vrijkorpsen, linkse opstanden had neergeslagen (o.a. de Spartacusopstand), verlieten de USPD-vertegenwoordigers de Raad. De belangrijkste beslissing van de Raad was het uitroepen van verkiezingen voor de Nationale Vergadering van januari 1919.

### Nationale Vergadering en grondwet

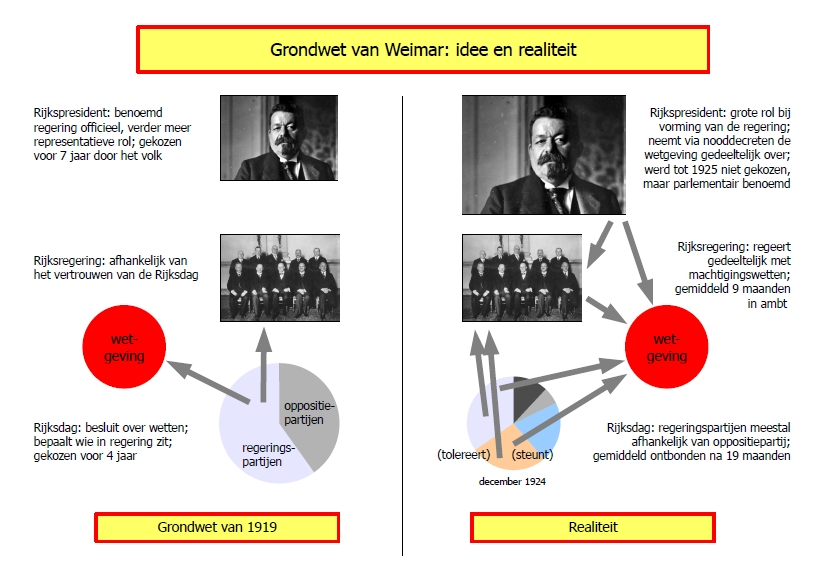
Grondwet van Weimar: idee en realiteit

Omdat in Berlijn burgeroorlogachtige toestanden heersten (straatgevechten tussen links-radicalen, het leger en de vrijkorpsen waren nog aan de gang), kwamen de afgevaardigden voor de Nationale Vergadering samen in Weimar (Thüringen), waar ze in het plaatselijke theater vergaderden. De sociaaldemocraten (SPD) hadden vrij veel stemmen gekregen en ook de links-liberalen van de Deutsche Demokratische Partei (DDP) waren veel sterker vertegenwoordigd dan in eerdere of latere Duitse parlementen. Samen met de katholieke Zentrum-partij vormden zij de coalitie van Weimar. Die coalitie verloor in juni 1920 echter voorgoed haar absolute meerderheid. In bijna alle regeringen tussen 1920 en 1932 zaten het Zentrum en de liberale partijen DDP en Deutsche Volkspartei (DVP), gesteund door de sociaaldemocraten of de conservatieven.
De nieuwe grondwet (Verfassung für das Deutsche Reich, dezelfde naam als haar voorganger) van 11 augustus 1919 was in die tijd een van de modernste grondwetten van de wereld. Deze voorzag onder meer in actief en passief kiesrecht voor vrouwen, wat toen nog vrij uniek was, referenda en de grondrechten van de Duitsers. Belangrijkste auteur was de liberale minister van Binnenlandse Zaken, Hugo Preuß. Het Duitse staatshoofd, voorheen de erfelijke keizer, werd nu 'rijkspresident' genoemd. Die werd voor zeven jaar door het volk gekozen en kreeg de macht om in tijden van crisis gevaar voor de republiek af te weren. De Rijksdag had echter het recht om de maatregelen van de rijkspresident terug te draaien. De regering bijvoorbeeld werd door de rijkspresident benoemd, maar de Rijksdag kon de regeringsleden tot aftreden dwingen. Vanaf haar samenkomen op 6 februari 1919 tot de verkiezingen van juni 1920 fungeerde de Nationale Vergadering als voorlopig parlement. Het verkoos op 11 februari Ebert als eerste rijkspresident en was tevens het eerste Duitse parlement waarin ook vrouwen zaten.
Door de vaak onwerkbare situatie in de regeringscoalities, waarbij de regerende partij altijd gedoogsteun nodig had van andere partijen in het parlement, moest steeds vaker de rijkspresident zelf knopen doorhakken en wetten er per decreet  doordrukken. Op den duur was de rijkspresident veel invloedrijker geworden op het regeringsbeleid dan de bedoeling was. Zijn reële invloed op de Duitse politiek was begin jaren dertig niet veel minder dan die van de vroegere keizer.

### Verdrag van Versailles

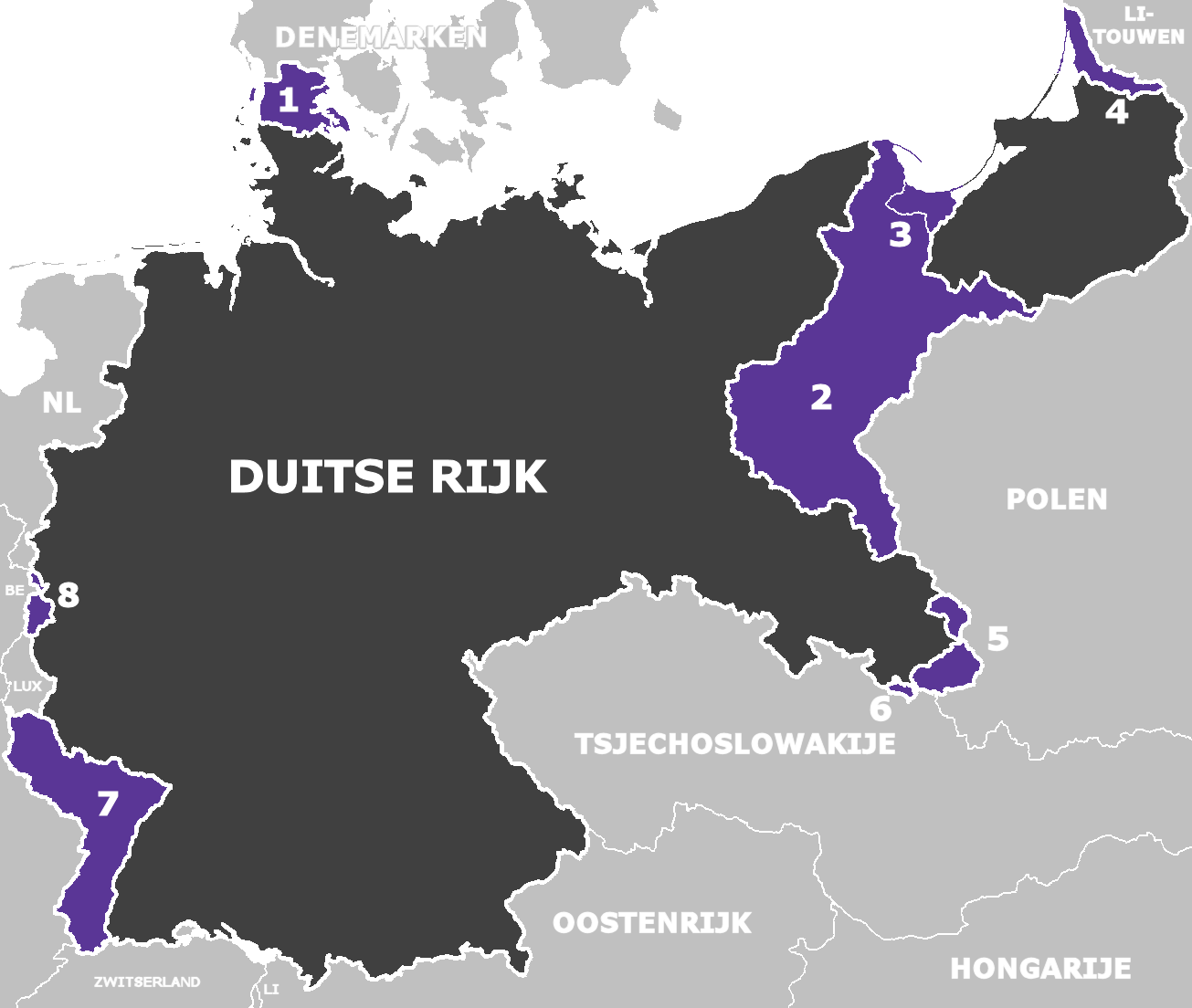
Door het Duitse Rijk afgestane gebieden
1. Noord-Sleeswijk: aan Denemarken
2. Posen en West-Pruisen (grotendeels): aan Polen
3. vrije stad Danzig
4. Memelland: onder Volkenbondbestuur, in 1923 aan Litouwen
5. Oost-Opper-Silezië: aan Polen
6. Hlučínsko: aan Tsjecho-Slowakije
7. Elzas-Lotharingen: aan Frankrijk
8. Eupen en Malmedy: aan België
Niet op de kaart aangegeven
1. Saargebied: voor 15 jaar onder Volkenbondbestuur, in het Franse tolgebied
2. Alle Duitse koloniën

Al op 11 november 1918 tekende een commissie onder de linkse katholiek Matthias Erzberger de wapenstilstand met de geallieerde mogendheden Frankrijk, Groot-Brittannië en de VS. De Duitse politici verwachtten op dat moment dat er later met de geallieerden onderhandeld zou worden over een definitief vredesverdrag, gebaseerd op de Veertien Punten van de Amerikaanse president Woodrow Wilson, dat niet al te zwaar voor de Duitsers zou moeten zijn. In juni 1919 kreeg de Nationalversammlung de vredeseisen van de overwinnaars te horen:
- Duitsland werd de enige schuldige aan de oorlog bevonden en moest alle kosten van de oorlog vergoeden. Duitse eigendommen in het buitenland werden in beslag genomen (onder andere banktegoeden, patentrechten op Duitse uitvindingen en roerende en onroerende goederen, zoals buitenlandse filialen van Duitse bedrijven) en voor vijf jaar moest Duitsland aan de overwinnaars grote voordelen in het handelsverkeer toestaan (principe van meest bevoorrechte natie, Meistbegünstigung).
- Duitsland verloor dertien procent van zijn Europees grondgebied en tien procent van zijn bevolking (vooral, maar niet uitsluitend mensen met een andere etnische achtergrond). Duitsland verloor ook alle koloniën.
- Het Duitse leger moest worden verkleind tot 100.000 leden (veel minder dan Frankrijk of Polen had) en mocht bepaalde zware wapens en vliegtuigen niet bezitten. Bepaalde gebieden van Duitsland moesten van Duits militair personeel en van vestingen worden ontruimd.
- Het Rijnland, het Duitse gebied westelijk van de Rijn, werd door geallieerde troepen bezet, sommige delen voor vijf, andere voor tien en weer andere voor vijftien jaar.

Dit Verdrag van Versailles ontstond zonder dat er onderhandeld werd met Duitsland over de voorwaarden, de Duitsers hadden alles maar te aanvaarden (daardoor werd het verdrag in Duitsland vaak het Diktaat van Versailles genoemd), en de Duitse delegatie werd op de vredesconferentie in Versailles bovendien met opzet vernederend ontvangen. De Duitse minister van Buitenlandse Zaken, Ulrich von Brockdorff-Rantzau, trad op zijn beurt bewust onbeleefd op door zijn verklaring zittend af te leggen. De geallieerden dreigden ermee dat ze de oorlog zouden hervatten en Duitsland geheel bezetten als het weigerde het verdrag te ondertekenen. Ook de blokkade van de Duitse havens, die nog altijd van kracht was, zou dan niet opgeheven worden. Die zorgde inmiddels voor regelrechte hongersnood; naar schatting hadden al 100.000 Duitse burgers, voornamelijk kleine kinderen, zieken en bejaarden, het leven gelaten door ondervoeding. Ebert (die net als de rest van Duitsland fel tegen de vredesvoorwaarden was gekant) had aan Hindenburg gevraagd of er zelfs maar een kleine kans was dat het leger een geallieerde invasie kon tegenhouden, mocht Duitsland weigeren het verdrag te ondertekenen. Het leger was echter grotendeels al gedemobiliseerd en ontwapend, waardoor Duitsland daar niets meer tegenover kon stellen. Daardoor had de Duitse delegatie, ondanks fel protest tegen de gang van zaken, uiteindelijk geen andere keuze dan het verdrag te tekenen.
In Duitsland werd het verdrag buitengewoon negatief ontvangen. Naast de materiële verliezen was het vooral de bewering dat Duitsland de enige schuldige aan de oorlog zou zijn geweest, die niet in goede aarde viel. Ondanks alle harde eisen betekende het verdrag echter dat Duitsland als land bleef bestaan en na een tijd weer een grootmacht vergelijkbaar met Frankrijk en Groot-Brittannië kon worden.

### Crisisjaren 1919-1923
De sociaaldemocratische, liberale en christendemocratische middenpartijen van de Weimarrepubliek probeerden na de wapenstilstand een democratische rechtsstaat op poten te zetten, maar zagen zich meteen geconfronteerd met opstanden, chaos en armoede. In Beieren riepen de communisten begin 1919 een radenrepubliek uit en in Berlijn was er de Spartacusopstand. Premier Friedrich Ebert zag zich gedwongen met rechts-radicale milities van teruggekeerde frontsoldaten, de vrijkorpsen, de opstanden neer te slaan. Vermeende "verraders" als de minister van buitenlandse zaken Walther Rathenau en ex-vicekanselier Matthias Erzberger kwamen om door rechtse terreur. Het oude regime van adel, bureaucratie en leger had alle gezag verloren, zoals bleek uit de Kapp-putsch, een opstand van Freikorpsen tegen het ontbinden van hun legereenheden, die uitmondde in een mislukte poging tot staatsgreep. Tijdens de algemene verkiezing van juni 1920 wonnen de uiterst linker- (Unabhängige Sozialdemokratische Partei Deutschlands) en uiterst rechterflank (Duits-nationalen) ten koste van het midden. Rechtse groepen van conservatieven en nationalisten wilden echter niet de regeringsverantwoordelijkheid overnemen.
Toen in 1922 de situatie in Duitsland enigszins begon te stabiliseren, werd het land een gigantische herstelbetaling van 136 miljard mark opgelegd, die het met geen mogelijkheid kon voldoen. Frankrijk en België bezetten hierop, zonder de steun van Engeland en Amerika, het Ruhrgebied, waar de industriële productie stilviel. Gecombineerd met monetaire financiering, het drukken van geld zonder dekking, leidde dit tot een hyperinflatie die de spaartegoeden van de middenklasse waardeloos maakte. De nieuwe directeur van de Rijksbank, Hjalmar Schacht, beëindigde de inflatie door twintig miljard oude marken gelijk te stellen aan één nieuwe mark. De nieuwe valuta werd waardevast door enorme leningen verstrekt door de Verenigde Staten en Nederlandse banken, die drie miljard mark uitleenden. Hierdoor kon de geldcirculatie weer op gang komen en werd het mogelijk voor Duitsland om de herstelbetalingen te verrichten. Daarmee losten Frankrijk en het Verenigd Koninkrijk hun schulden aan de Verenigde Staten weer af.
Aan de linkerkant van het politieke spectrum stond de door de Sovjet-Unie gesteunde Kommunistische Partei Deutschlands (KPD). Duitsland had een belangrijke plek in de wereldveroveringsplannen van de communisten, die vooral de industrieel gevorderde landen communistisch wilden maken. Van 1919 tot 1923 probeerden de communisten herhaaldelijk, lokaal en nationaal, de macht in Duitsland te grijpen. De bekendste couppoging was waarschijnlijk de Opstand van Hamburg in 1923.
Aan de andere kant stonden rechts-radicalen van verschillende ideologische afkomst, van monarchisten die het vroegere keizerrijk in ere wilden herstellen tot  radicale Duitse chauvinisten en racisten die alles wat in hun ogen 'niet-Duits' was wilden verwijderen. Tot deze laatsten behoorde de nationaalsocialisten ('nazi's') van de NSDAP van Adolf Hitler, die in 1923 in Beieren de macht wilde overnemen (de zogeheten Bierkellerputsch, tegenwoordig in Duitsland echter de Hitler-Putsch genoemd). Geheime rechts-radicale groeperingen vermoordden onder meer de voormalige minister van Financiën Matthias Erzberger in 1921 en de minister van Buitenlandse Zaken Walther Rathenau in 1922.

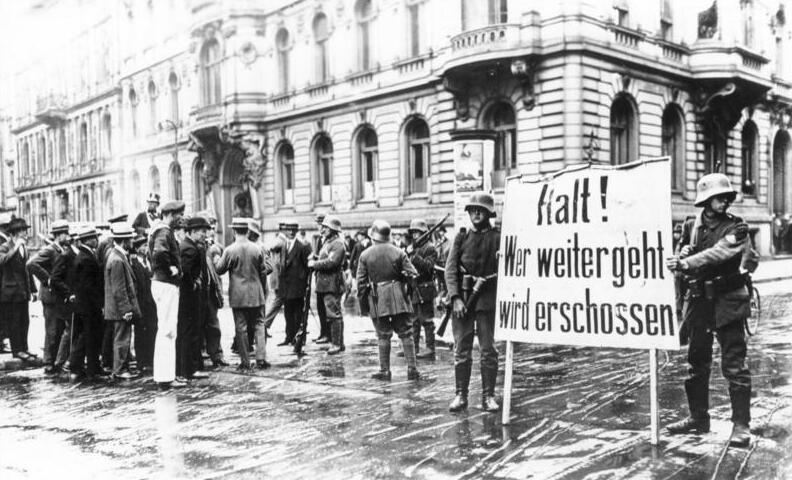
Berlijn 1920: Soldaten van de Kapp-putsch voor het regeringscentrum, met spandoek: Stop! Wie verder gaat wordt doodgeschoten.

Ook sommige leden van de oude aristocratische en militaire elites toonden zich radicaal en werkten gedeeltelijk samen met de rechts-radicalen. In 1920 reageerden officieren en soldaten met de Kapp-putsch op hun ontslag. Door de onwil van de ambtenaren om met de putschisten samen te werken, was de putsch al na korte tijd voorbij, maar er was aangetoond dat de vijanden van de republiek veel aanhangers hadden. Vooral de conservatieve DNVP, maar gedeeltelijk ook de rechts-liberale DVP, steunden de putschisten of waren tenminste onduidelijk in hun houding.
Lokaal had Duitsland te maken met separatisten, die in het Rijnland zelfstandige staten wilden oprichten, met steun van de Franse bezetters. In het Oosten waren Poolse nationalisten het probleem, die vooral in het etnisch omstreden Opper-Silezië actief waren.
De algemene, maar ook economische crisis bereikte een hoogtepunt in 1923. De geldgroei was volledig uit de hand gelopen en dit leidde tot hyperinflatie. Duitsland had, naar de mening van een geallieerde commissie, niet genoeg hout en kolen geleverd om daarmee zijn schulden (herstelbetalingen) bij de geallieerden te voldoen. Daarom stuurden Frankrijk en België (in een zeer ruime interpretatie van het Verdrag van Versailles) troepen naar het Ruhrgebied, om kolen direct weg te nemen. De rijksregering reageerde met "passief verzet": ambtenaren en mijnwerkers moesten niet met de bezetter meewerken, maar kregen wel hun lonen van de regering.
Bezetting en verzet wakkerden de Duitse inflatie nog meer aan: de regering betaalde in het binnenland met nieuw gedrukte bankbiljetten. In november 1923 kostte één Amerikaanse dollar één biljoen mark. In die tijd had de nieuwe regering van Gustav Stresemann al het passieve verzet afgebroken. De maand november van 1923 met zijn communistische opstanden en de (onsuccesvolle) Hitler-putsch was het dieptepunt van de crisis. Daarna ging het langzaam beter.

### De jaren 1923-1929

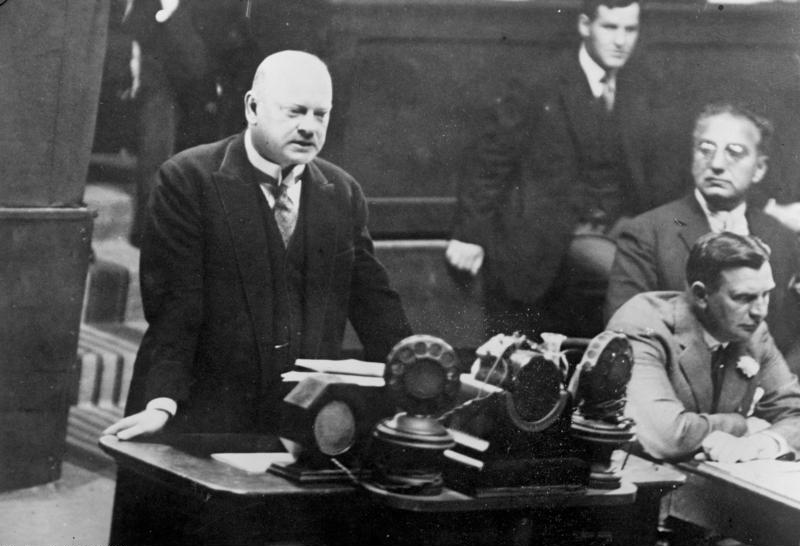
Gustav Stresemann in 1926 bij de Volkenbond in Genève

Relatieve welvaart, relatieve politieke stabiliteit en een relatief goede verhouding met de westerse mogendheden waren kenmerkend voor de jaren 1923 tot en met 1929. Ze worden ook Era Stresemann (Nederlands: Tijdperk Stresemann) genoemd, omdat de rechts-liberaal Stresemann, minister van Buitenlandse Zaken in die tijd, de invloedrijkste minister is geweest. Stresemann was al tijdens de oorlog vóór de invoering van het parlementair regeringssysteem; weliswaar had zijn aanzien bij de andere democratische partijen eronder geleden dat hij in de oorlog voor Duitse gebiedsuitbreidingen had gepleit. Maar nu was Stresemann een sterke steunpilaar van de republiek en verwierf hij door zijn optreden ook in het buitenland, zelfs in Frankrijk, veel aanzien.
Door het plan-Dawes van 1924 werd de betaling van Duitslands schulden gedeeltelijk geregeld, werd de munt weer gezond en kon Duitsland veel geld uit Amerika lenen.
Op het gebied van Buitenlandse Zaken is het Verdrag van Locarno van 1925 het meest van belang geweest. Daarin werd de actuele grens tussen Duitsland aan de ene kant en Frankrijk en België aan de andere kant definitief vastgesteld. Groot-Brittannië en Italië garandeerden die grens. Het verdrag beschermde Frankrijk en België voor een Duitse inval zoals in 1914, en Duitsland voor een Frans-Belgische inval zoals in 1923. Voor de omstreden grenzen met zijn oosterburen zegde Duitsland toe dat het tenminste niet met geweld de grenzen zou proberen te veranderen.
Het Verdrag van Locarno maakte verder de weg vrij voor een toetreden van Duitsland tot de Volkenbond. Deze in 1920 opgerichte organisatie moest de wereld veilig maken, door aanvallende staten militair, politiek en economisch te bestrijden. Duitsland had bezwaar tegen een toetreden omdat het, als gevolg van zijn gedwongen militair zwakke toestand, niet aan dergelijke acties durfde deel te nemen. In de praktijk ging het erom dat Polen het gevaar liep van een aanval door de Sovjet-Unie (vergelijkbaar met de situatie in 1920), en in dat geval wilde Duitsland Polen niet bijstaan. Na een Frans-Britse bevestiging, dat Duitsland dat niet hoefde te doen, en na het oplossen van kleinere problemen kon Duitsland in oktober 1926 in de Volkenbond worden opgenomen.

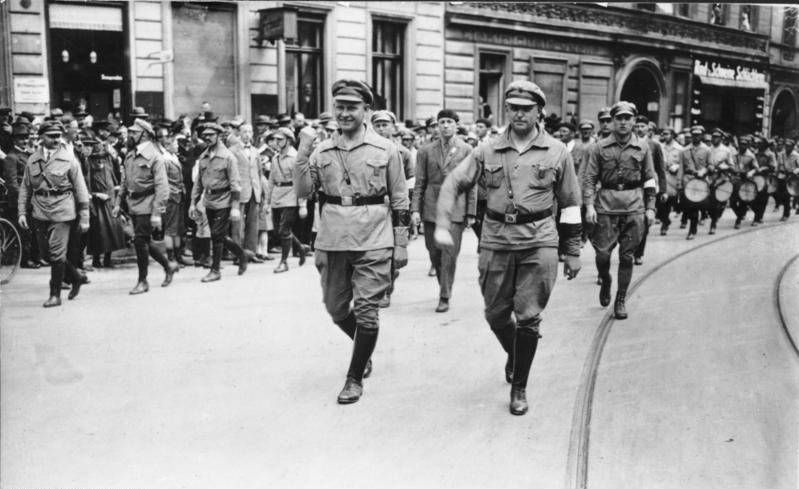
De communistische Rotfrontkämpferbund marcheert door Berlijn-Wedding, 1927.

Ook in de Era Stresemann bleven de belangrijkste problemen van Duitsland echter nog bestaan. Het politiek extremisme bestond voort, het Rijnland was tot 1929/1930 nog bezet, en de relatieve welvaart was gebaseerd op geld van het buitenland dat maar voor korte termijn was geleend. Verder werd het federalistisch systeem belemmerd door het feit dat Pruisen twee derde van het Duitse grondgebied en van de Duitse bevolking uitmaakte. Tot slot maakte het grote aantal politieke partijen in de Rijksdag het vormen van stabiele regeringen moeilijk.
Het probleem van de Duitse herstelbetalingen was nog niet opgelost, en Duitsland was te zwak om zich tegen een aanval van buiten te verdedigen. Om dat laatste te verhelpen, bouwde het Duitse leger geheime troepen op, de zogeheten Schwarze Reichswehr. Zelfs de meeste regeringsleden wisten nauwelijks van het bestaan of de sterkte van die troepen af.

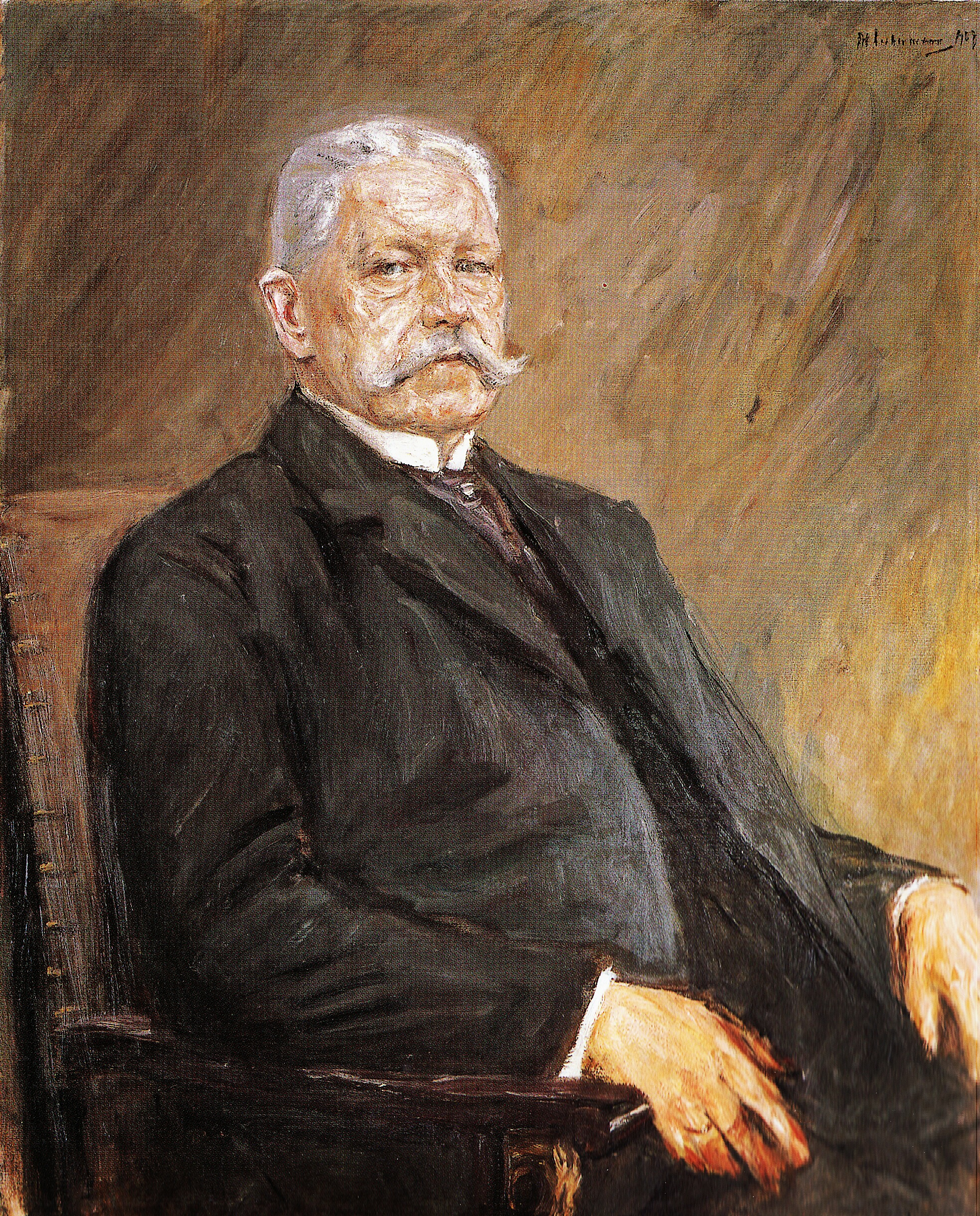
Paul von Hindenburg, getekend in 1927 door Max Liebermann

In februari 1925 overleed rijkspresident Ebert. In een eerste stemgang had de rechts-liberaal Karl Jarres met steun van de conservatieve DNVP de meeste stemmen gewonnen, op plaats twee kwam de sociaaldemocraat Otto Braun, de minister-president van Pruisen. Maar de centrumlinkse partijen hadden samen wel meer stemmen, en in de tweede stemgang traden ze aan met de katholiek Wilhelm Marx, omdat ze bang waren dat Braun niet voldoende steun buiten de sociaaldemocraten zou vinden. Met een nederlaag voor ogen kwamen de rechtse partijen met een nieuwe kandidaat naar voren, de voormalige oorlogsgeneraal Paul von Hindenburg. Hij was al 77 jaar oud en geen lid van een partij, maar nog steeds populair en hij liet zich overreden zich te kandideren. Hij won met drie procent meer dan Marx.
Over de verkiezing van Hindenburg tot rijkspresident verschillen de meningen nog steeds. Democratische optimisten vonden dat Hindenburg de conservatieven met de republiek kon verzoenen, de pessimisten zagen in Hindenburg juist een machtig wapen van de conservatieven tegen de republiek, zoals de mensen achter zijn kandidatuur hadden gewild. In werkelijkheid werden zijn aanhangers teleurgesteld: Hindenburg bleef persoonlijk zijn voorkeuren voor een monarchie trouw, maar nam zijn eed op de republikeinse grondwet wel zeer ernstig. In 1932, bij zijn herverkiezing, werd Hindenburg dus ook niet meer door zijn oude aanhangers gesteund.

### Nieuwe crisis vanaf 1930

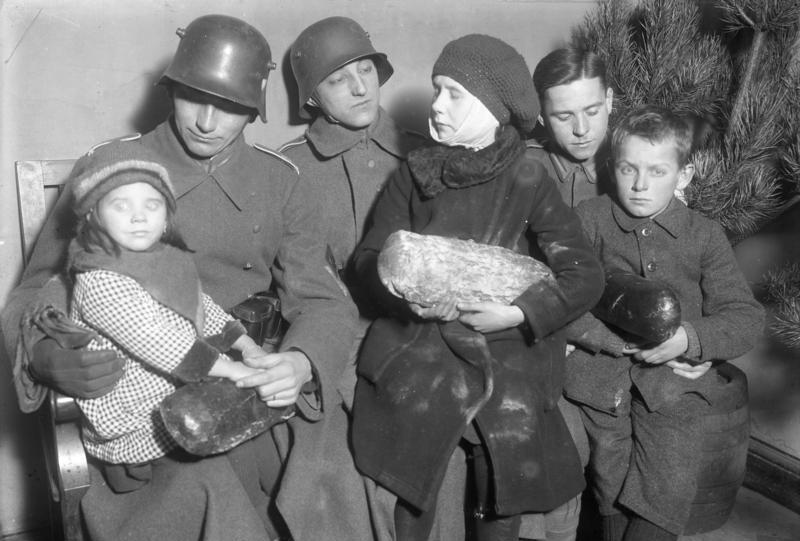
Nood in Duitsland: Soldaten van de Winterhulp met levensmiddelen voor arme kinderen, december 1931

De economische crisis van 1929 in de VS kwam geleidelijk over naar Europa. Amerikaanse leningen werden uit Duitsland teruggetrokken, de werkloosheid steeg en politieke extremisten konden hun aanhang vergroten. Bij de Rijksdagverkiezingen van september 1930 klommen de nationaalsocialisten met een winst van 15,7 procent naar 18,2 procent, de communisten verbeterden zich naar 13,1 procent.
Het succes van de nationaalsocialisten werd in het binnen- en buitenland zeer bezorgd opgenomen. Hitlers partij presenteerde zich als radicaal alternatief voor de pluralistisch-parlementaire republiek, die ogenschijnlijk de economische problemen niet aankon. De verschillende bevolkingsgroepen moesten in een Volksgemeinschaft (nationale saamhorigheid) opgaan, een uitdrukking die van tevoren al door sociaaldemocraten en liberalen werd gebruikt. Hitler trok, behalve voormalige niet-stemmers, vooral liberale en conservatieve kiezers en zelfs tien procent van de vroegere SPD-stemmers. Onder zijn aanhangers waren verhoudingsgewijs veel meer protestanten dan katholieken, meer zelfstandigen en gepensioneerden dan arbeiders, andere werknemers en werklozen. Toch was de NSDAP veel meer Volkspartei dan de andere partijen, die in hun oude milieus ("zuilen") bleven hangen.
Sinds 1928 had er een Grote Coalitie (van SPD, Zentrum, DDP, DVP en de Beierse BVP) onder de sociaaldemocraat Hermann Müller bestaan. Zijn kabinet was echter geen echte coalitie geweest; de deelnemende partijen voelden zich niet verplicht om "hun" ministers te steunen. Vooral tussen sociaaldemocraten en rechts-liberalen waren de spanningen groot, en uiteindelijk viel het kabinet over een uiterst kleine verhoging van de bijdrage voor de werklozenverzekering. Die coalitie viel in maart 1930 uit elkaar.
De nieuwe rijkskanselier Heinrich Brüning, van de rechtse kant van de katholieke Zentrum-partij, vormde een minderheidskabinet met zijn eigen partij, de liberalen en andere burgerlijke partijen. Om te kunnen regeren had men bedacht om met artikel 48 van de grondwet te werken. Dat artikel gaf de rijkspresident het recht, om in geval van nood, decreten te tekenen. Vond Brüning voor een belangrijk wetsvoorstel in het parlement geen meerderheid, dan liet hij het door de Rijkspresident als decreet in kracht treden. Toch werkte dit niet zonder hulp van de sociaaldemocraten: de Rijksdag kon namelijk een decreet weer afschaffen. Dat probeerden de extremisten, maar de sociaaldemocraten steunden hun pogingen niet, omdat ze vreesden dat op een val van Brüning een dictatuur zou volgen. Wel was Brüning door zijn politiek van bezuiniging zeer onpopulair.
Het stelsel van Brüning wordt Präsidialkabinett genoemd, omdat het in bijzondere mate van de medewerking van de Rijkspresident afhankelijk was. In veel opzichten veranderde weinig, want al in de jaren twintig regeerde een burgerlijk minderheidskabinet dat parlementaire steun van de sociaaldemocraten nodig had. Maar het instrument van nooddecreten ondermijnde het parlementaire stelsel: de verantwoordelijkheid voor de wetgeving ging geleidelijk van het parlement over naar de Rijkspresident.
In maart/april 1932 vond weer een verkiezing tot rijkspresident plaats. Hindenburg liet zich door Brüning overhalen om zich opnieuw te kandideren. De democratische partijen riepen op om op Hindenburg te stemmen, omdat ze bang waren dat de nationaalsocialistische kandidaat Adolf Hitler zou winnen. Hindenburg won met 53,1 procent tegen Hitlers 36,7 procent in de tweede stemronde. Maar kort daarna wilde Hindenburg van Brüning af, onder meer omdat hij de invloed van de sociaaldemocraten nog verder wilde verminderen.

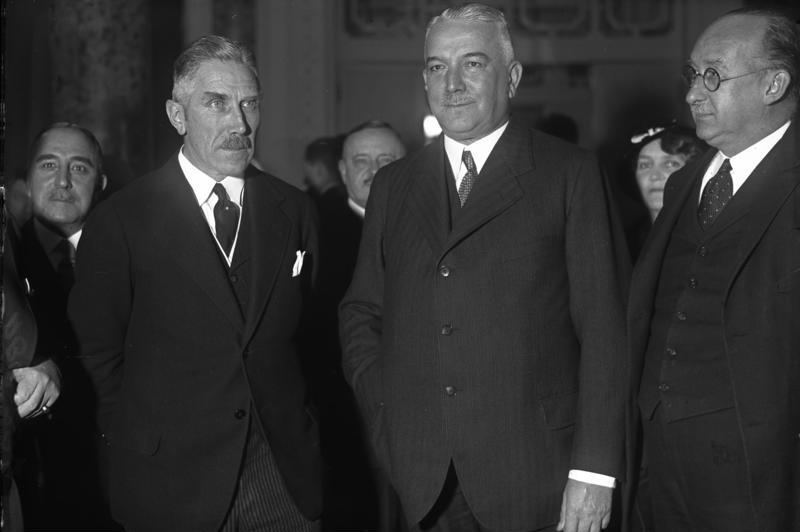
1 november 1932, rijkskanselier Franz von Papen (links) met zijn minister van Buitenlandse Zaken Konstantin von Neurath. Beiden dienden later ook onder Hitler.

Nieuwe kanselier werd op 1 juni 1932 Franz von Papen, een onbeduidend politicus van het Zentrum. Deze partij was echter ontevreden over de behandeling van Brüning en wilde von Papen uit de partij zetten, maar die stapte kort na zijn aantreden al zelf uit de partij. Von Papen was politiek weinig bekwaam, maar hij trad toch zeer zelfbewust op, parlementair alleen gesteund door de DNVP. Omdat ook de sociaaldemocraten zijn kabinet van partijloze conservatieven niet wilden helpen, liet hij door Hindenburg nieuwe verkiezingen voor de Rijksdag uitschrijven. De nationaalsocialisten verdubbelden hun kiezersaanhang in juli tot 37,3 procent.
Nationaalsocialisten en communisten hadden samen een absolute meerderheid in de Rijksdag, een systeem op de manier van Brüning zou niet meer mogelijk zijn geweest. De sociaaldemocraten steunden een motie van wantrouwen tegen de regering-von Papen. Om tijd te winnen liet von Papen de Rijksdag weer opnieuw kiezen, en in november 1932 liep de aanhang van de nationaalsocialisten iets terug, maar het probleem bleef bestaan. Zodra de nieuwe Rijksdag bijeenkwam zou er meteen weer een motie van wantrouwen komen.
Begin december 1932 werd Kurt von Schleicher kanselier. De generaal was al in de jaren daarvoor op de achtergrond zeer invloedrijk geweest. Zo had hij de val van Brüning versneld en ook de zwakke von Papen naar voren geschoven. Nu moest hij zelf regeringsleider worden. Hij probeerde, via vakbonden en de linkse vleugel van de nationaalsocialisten, de sociaaldemocraten en nationaalsocialisten ertoe te brengen om zijn kabinet te steunen (strategie van de Querfront). Dit bleef zonder succes, zodat Schleicher aan rijkspresident Hindenburg een tijdelijke dictatuur voorstelde, door de Rijksdag te ontbinden en misschien tot herfst 1933 niet opnieuw te laten kiezen. Tot dan zou een opleving van de economie te verwachten zijn. Maar met dat voorstel was von Papen eerder al naar Hindenburg gegaan, en toen had Schleicher, die von Papen weg wilde hebben, beweerd dat zo'n dictatuur tot burgeroorlog zou leiden. Behalve voor een burgeroorlog was Hindenburg ook bang dat hij voor het Rijksgerechtshof zou worden aangeklaagd voor schending van de grondwet.

### Hitler en de val van de republiek
Al sinds 1930 waren er plannen bij Schleicher en ook bij Brüning geweest om de nationaalsocialisten bij de regering te betrekken. Ze wilden de aanhang, die Hitler plotseling had kunnen winnen, voor hun eigen doel gebruiken, om het politieke stelsel naar rechts te verschuiven. Maar Hitler wilde tot een coalitie van Zentrum, DNVP en andere burgerlijke partijen alleen toetreden als hij zelf kanselier zou worden. Dat wezen de anderen af. Brüning heeft de nationaalsocialisten niet consequent bevochten omdat hij in het begin nog aan een coalitie van deze aard had geloofd.

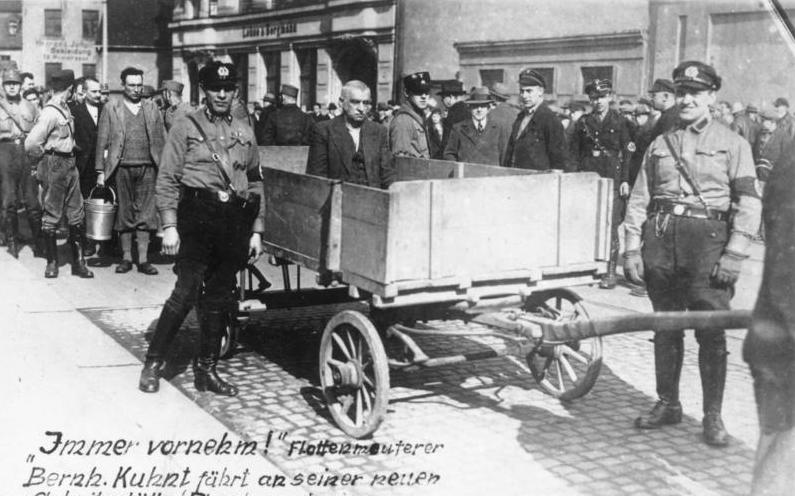
Nationaalsocialisten proberen de voormalige minister-president van Oldenburg, Bernhard Kuhnt, te vernederen. Ze transporteren de sociaaldemocraat in een kar naar dwangarbeid (9 maart 1933).

Von Papen wilde na zijn val van november 1932 weer een hoog ambt bereiken. Hij zag zichzelf als de vertrouweling van Hindenburg en bedacht een plan voor een coalitie van de conservatieve DNVP met de NSDAP. Hij dacht dat hij als vertrouweling van Hindenburg in het kabinet zo sterk zou zijn dat zelfs een kanselierschap van Hitler ongevaarlijk zou zijn.
Lange tijd wilde rijkspresident Hindenburg Hitler niet tot kanselier benoemen. Hij had een lage dunk van Hitler en vertrouwde hem en de nazi's niet. Het is niet bekend waarom Hindenburg uiteindelijk wél instemde met de benoeming van Hitler tot regeringsleider. Een grote rol speelden in ieder geval raadgevers zoals zijn zoon Oskar von Hindenburg. Hindenburg was ook bang dat het naar huis sturen van de Rijksdag voor een langere tijd (wat Schleicher eiste) hem voor de rechtbank zou kunnen brengen. Wellicht speelde ook de toenemende geestelijke achteruitgang van Hindenburg een rol: hij was al hoogbejaard en begon tekenen van dementie te vertonen.
In het kabinet-Hitler, dat op 30 januari 1933 aantrad, zaten naast kanselier Hitler maar twee andere nationaalsocialisten. Als de eigenlijke baas van het kabinet werd door de politieke commentatoren de uiterst rechtse DNVP-voorzitter Alfred Hugenberg gezien. Velen dachten dat Hitler, als hulpje van de conservatieven, het slechts enkele maanden zou volhouden. Ook werd Hindenburg als een garantie voor de rechtsstaat gezien; Hindenburg had immers het recht om de kanselier onmiddellijk weer af te zetten.
Dit scenario ging echter niet op. Al in februari liet Hitler door middel van door Hindenburg ondertekende nooddecreten belangrijke burgerrechten buiten werking stellen (onder meer na de Rijksdagbrand, die Hitler heel goed van pas kwam). Zijn belangrijkste stap naar de dictatuur was de Machtigingswet van 23 maart: door manipulatie en dreigen met geweld kreeg hij een tweederdemeerderheid in de Rijksdag voor die wet, waardoor de toen zittende regering wetgevende bevoegdheid kreeg. In die tijd werden tegenstanders van de nationaalsocialisten al openlijk vervolgd. In juni/juli werden alle partijen behalve de nationaalsocialistische verboden. Een zekere afsluiting van het proces van de Machtergreifung (greep naar de macht) was een decreet van augustus 1934: nadat Hindenburg was overleden, nam Hitler de rechten van de rijkspresident over, in plaats van een nieuwe rijkspresident te laten kiezen. Hitler had nu alle macht in handen en was de facto dictator van Duitsland geworden. Hij kon de bevolking nu ongehinderd in het keurslijf van het nationaalsocialisme dwingen en het land omvormen tot het 'derde Rijk'. De Grondwet van Weimar werd echter nooit formeel buiten werking gesteld.

### Nabeschouwing
De veertien jaren van de Weimarrepubliek staan tussen het half democratische keizerrijk en de nationaalsocialistische dictatuur van 1933-1945. Ze worden dus vaak als aanhangsel van het eerste of als een pure voorgeschiedenis van het laatste gezien. De geschiedschrijving gaat gebukt onder de vraag hoe de dictatuur van Hitler mogelijk kon worden, en de politiek na 1945 probeerde om een nieuwe dictatuur onmogelijk te maken.
De laatste tijd wordt de Weimarrepubliek vaak positiever gezien dan bijvoorbeeld in de jaren 50 of 70 van de twintigste eeuw. Bernd Braun wees tijdens een tentoonstelling over de Rijkskanseliers op hun grote prestaties in moeilijke tijden. De Reichsfinanzreform maakte het rijk financieel onafhankelijk van de deelstaten, de Reichsbahnreform verenigde en nationaliseerde de spoorwegen, en in 1927 werd een werklozenverzekering geïntroduceerd. Bijna alle discriminerende regelingen van het Verdrag van Versailles werden vóór 1933 buiten werking gesteld.
De Weimarrepubliek had nog met veel onopgeloste problemen uit het keizerrijk te maken. Er werd gestreden om de deconfessionalisering van de scholen, om de toekomstige vorm van Pruisen en de economisch-politieke toestanden in het oosten van Duitsland. Het politiek extremisme van rechts en links kreeg veel aanhang in verband met de gevolgen van de oorlog, zoals het beleven van geweld door een groot deel van de mannelijke bevolking. Hun wortels hadden antisemitische of linksrevolutionaire gedachten echter al uit de tijd van vóór 1919.
In de Bondsrepubliek (sinds 1949) werd de herinnering aan de republiek van Weimar gebruikt om politieke regelingen te rechtvaardigen. Zo werd de rol van de Bondspresident beperkt omdat de rijkspresident te veel macht zou hebben gehad. En referenda werden niet gerealiseerd omdat links- en rechts-extremisten dit instrument hadden misbruikt voor hun propaganda. Aan de andere kant werd belediging van het staatshoofd in het strafrecht bijzonder zwaar gestraft, waarbij eraan gedacht werd hoeveel moeite Ebert had gehad om zich juridisch tegen rechtsradicale propaganda te verdedigen. Terugkijkend op het einde van de Weimarrepubliek beschouwt de Bondsrepubliek zich als wehrhafte Demokratie, een democratie die zich weet te verdedigen.

## Leven in de Weimarrepubliek

### Maatschappij

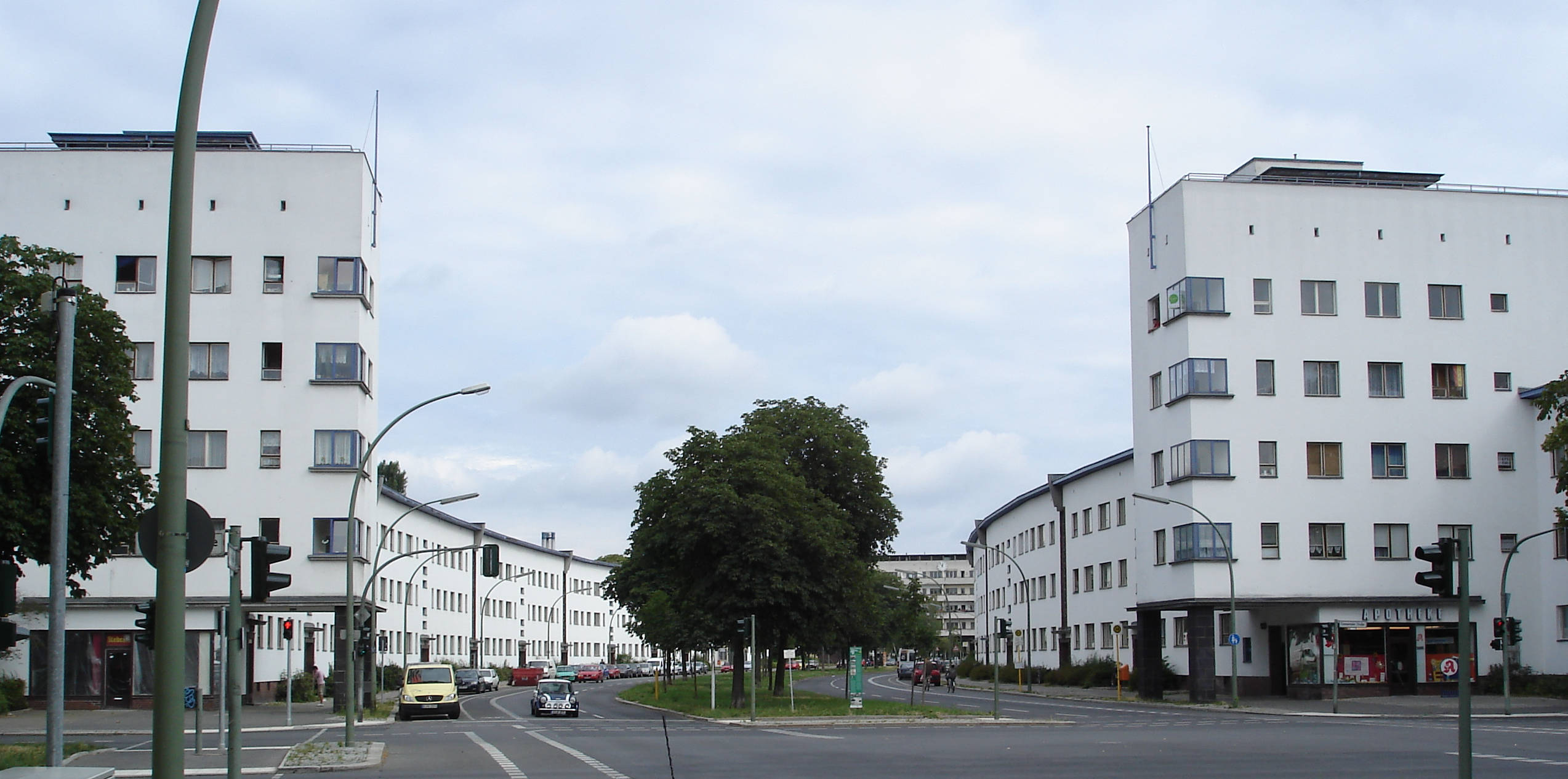
Sociale woningbouw in de jaren twintig, Berlijn: Die Weiße Stadt in de stijl van de Neue Sachlichkeit

In de republiek werden veel sociale ontwikkelingen uit de laatste jaren van het keizerrijk voortgezet. De bevolking groeide, ondanks oorlog en gebiedsverliezen, van 1907 naar 1925 met 17,5 procent. Duitsland was toen in principe een industriële maatschappij en had ruim zestig miljoen inwoners. Mensen uit agrarische gebieden in het zuiden en oosten trokken naar de grootstedelijke ruimtes Ruhrgebied, Berlijn en Saksen.
Van de oude elite bleef het rijke bezittende burgerdom intact, terwijl de adel zijn bevoorrechte toegang naar de politieke macht kwijt raakte. De rijkskanseliers heetten niet meer Fürst Hohenlohe of Graf Hertling, maar Scheidemann of Wirth. Ze waren zonen van ambachtslieden en kleine zakenmensen en werden door de oude elite vaak niet voor gelijkwaardig aangezien. Omdat de nieuwe politieke elite vaak geen eigen rijkdommen had, was ze sterker van haar politieke partijen afhankelijk.

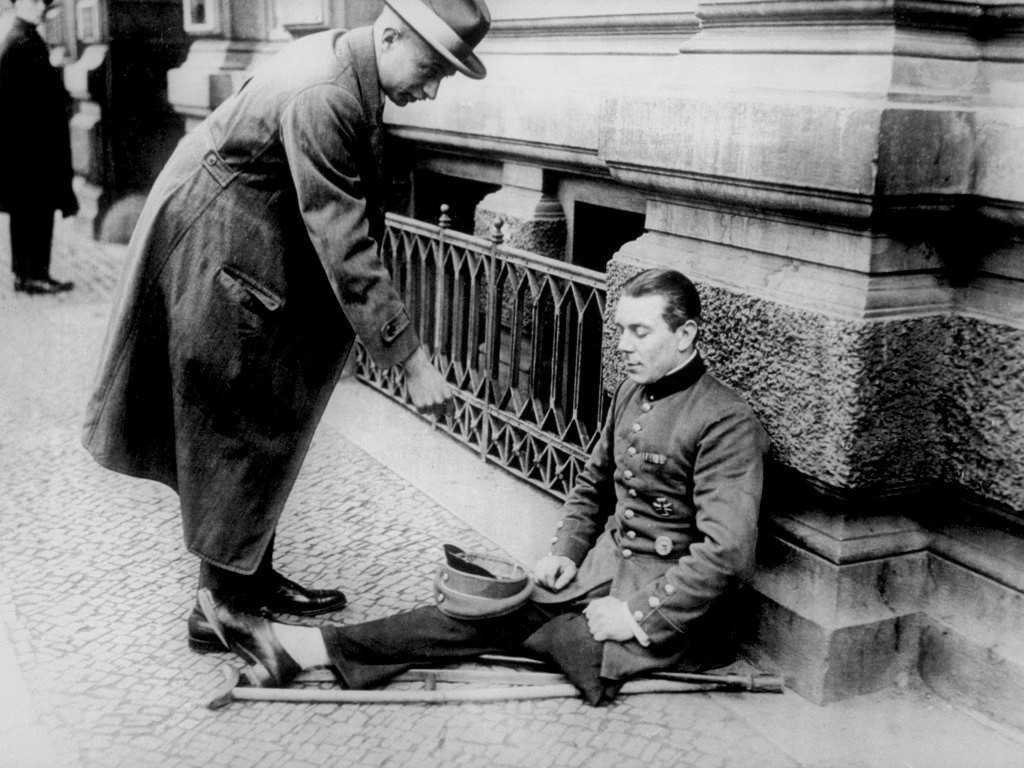
Invalide uit de Eerste Wereldoorlog, Berlijn 1923

Maakte de bovenklasse in 1925 een klein procent van de bevolking uit, een derde van de Duitsers behoorde tot de middenklasse. De middenklasse was in twee gelijke grote groepen verdeeld, de oude middenstand van kleine zelfstandigen en hun meewerkende familieleden, en de nieuwe middenstand van werknemers. De kleine zelfstandigen, bijvoorbeeld bezitters van een winkel, wilden per se zelfstandig blijven, ook al lag hun eigenlijke inkomen vaak onder dat van een werknemer met vergelijkbaar werk. Vooral boeren stonden weinig open voor nieuwe ontwikkelingen en werkmethodes. Nog eens 13 procent behoorde tot de kleinburgers, bijvoorbeeld zelfstandigen zonder werknemers en kleinpensionarissen. De economische problemen van de middenstand maakten hen ontvankelijk voor nationalistische en antisemitische invloeden.
De onderklasse, dus de mensen met weinig inkomen en weinig invloed, vormde ruim de helft van de bevolking. Ondanks de industrialisering werd de onderklasse geen hechte groep, geen Proletariat, dat volgens het marxisme tegen een steeds kleinere Bourgoisie stond. Op het land bestonden veel oude tradities voort, de knechten en dienstmaagden behoorden nog steeds tot de boerenfamilie, en ambachtslieden vonden hun gilden en gewoontes belangrijk.
Bij de industriearbeiders in de steden kon het marxistische klassenbewustzijn de ruimte van voorindustriële tradities innemen. Toch was er een kloof tussen de ongeleerde en de hoger gekwalificeerde arbeider. Zeker voor de laatste waren burgerlijke levensstijlen aantrekkelijk. De lonen stegen, en in 1929 verdienden de arbeiders gemiddeld zelfs iets meer dan vóór de oorlog.
Vooral jongeren konden de belevenissen van oorlogstijd, naoorlogse tijd en inflatietijd moeilijk verwerken. Als schuldige voor hun problemen om een eigen beroeps- en familieleven op te bouwen, zagen ze de jonge staat aan. Zo kwamen ze onder invloed van de antidemocraten van een oudere generatie.
In 1925 was 0,9 procent van de Duitse bevolking joods (564.379 personen). De meesten van hen woonden al generaties in Duitsland, ongeveer een vijfde was recent geleden uit Oost-Europa gekomen (Ostjuden). Vooral de laatsten, maar niet alleen zij, werden het mikpunt van antisemitische aanvallen. De meerderheid van de bevolking reageerde op het antisemitisme eerder passief en toonde zich weinig solidair. Na de moord op minister Walther Rathenau in 1922 werden terroristisch-antisemitische organisaties verboden. Naast de nationaalsocialisten gebruikte vooral de conservatieve DNVP verbaal antisemitisme in haar strijd tegen de jodenrepubliek, maar ook de communisten maakten in hun "antikapitalistische" strijd gebruik van antisemitische leuzen.

### Economie
In het algemeen duurde het tot eind jaren twintig voordat de Duitse economie het niveau van vóór de oorlog bereikte. Tijdens de oorlog was Duitsland economisch geïsoleerd en na de oorlog beschermden vele landen hun eigen economie met hoge toltarieven. De voor 1914 vaak monopolistische positie van Duitse goederen was verleden tijd, afzetgebieden werden nu met concurrenten gedeeld. Volgens art. 280 van het Verdrag van Versailles mocht Duitsland niet zelf over zijn buitenlandse handel beslissen en moest (eenzijdig) aan de Entente-staten die handelsvoordelen toestaan die het aan enig ander land gaf (Meistbegünstigung).
Typisch voor een moderne productie is de massaproductie van gestandaardiseerde goederen. Deze ontwikkeling werd door de oorlog bevorderd, toen het belangrijk was om veel ammunitie, wapens, auto's enz. goedkoop en snel te produceren. In 1917 ontstond de Normenausschuss der Deutschen Industrie, het latere Deutsches Institut für Normung met de bekende DIN-normen. Dit zette zich in vredestijd door, ook naar het voorbeeld van de Verenigde Staten. De productie moest door rationalisering beter doordacht en georganiseerd worden. Sommige branches en bedrijven waren voorlopers, terwijl anderen - onder meer vanwege een gebrek aan kapitaal - nauwelijks met de nieuwe werkmethodes begonnen. Pas in 1926 integreerde de autofabrikant Opel alle werkprocessen in het systeem van de lopende band.
Sinds 1913 steeg het aandeel werkenden in de bevolking, in 1925 was het 66 procent van de mannen en 36 procent van de vrouwen. Dit kwam door meer werkende vrouwen en door de vele jongeren, die tussen 1900 en 1910 waren geboren. Ook in de bloeitijd van de Weimarrepubliek was de werkloosheid groot. Dit werd versterkt door de rationalisering.
| Werkloosheid                             | Werkloosheid | Werkloosheid | Werkloosheid | Werkloosheid | Werkloosheid |
| ---------------------------------------- | ------------ | ------------ | ------------ | ------------ | ------------ |
| jaar                                     | 1921         | 1924         | 1927         | 1929         | 1932         |
| werklozen in % van afhankelijk werkenden | 1,8          | 4,9          | 6,2          | 8,5          | 29,9         |

Kenmerkend voor de republiek was een groot tekort in de staatskas: in 1926/1927 bijvoorbeeld was er een tekort van 820 miljoen RM of bijna negen procent van de gehele uitgaven. Een groot deel van het geld moest het land als gevolg van de oorlog uitgeven, zoals twee miljoen dollar aan herstelbetalingen. Het land moest daardoor schulden aangaan. Daarbij kwamen de financiële problemen van deelstaten en gemeenten, die de meeste sociale voorzieningen betaalden.

### Techniek en natuurwetenschap
Op vele gebieden van de wetenschap en techniek hadden Duitse geleerden tijdens het keizerrijk de wereldtop bereikt. Een groot deel van de Nobelprijswinnaars in de eerste helft van de twintigste eeuw waren dan ook van Duitse afkomst. Keizer Wilhelm II was persoonlijk erg geïnteresseerd in wetenschap en techniek en op zijn initiatief werd het Kaiser-Wilhelm-Institut opgericht, dat aan wetenschappers vrij onderzoek faciliteerde. Binnen korte tijd had dit instituut wereldfaam en kwamen vanuit de hele wereld studenten en geleerden hier studeren. Aan de gerenommeerde universiteiten van Göttingen en Berlijn werkten de beste wiskundigen en natuurkundigen van de wereld samen en vanuit de hele wereld kwamen ook hier studenten en geleerden die hier onderzoek wilden doen of les wilden geven.
Dit hoge niveau bleef ook aanwezig na de verloren 'Grote Oorlog' en beroemde geleerden bleven in de Weimarrepubliek lesgeven en studeren. Nadat de nazi's in 1933 de macht hadden overgenomen veranderde echter alles. De racistische en chauvinistische nazi's wilden alle 'niet-Duitse buitenlandse invloeden', en vooral alle Joden verwijderen uit de maatschappij. Al snel vertrokken of vluchtten de meeste topwetenschappers, waarvan velen Joden waren, naar het buitenland, vooral naar het Verenigd Koninkrijk en de VS. Bekende geleerden die vertrokken waren onder anderen Albert Einstein, Edward Teller en Emmy Noether. Overigens vertrokken niet alleen wetenschappers van Joodse afkomst, maar ook veel niet-Joden. Duitsland heeft deze kennisvlucht en het reputatieverlies nooit meer kunnen herstellen.
Ondanks problemen zoals spanningsverschillen nam de elektrificering in Duitsland toe: had in 1925 maar een kwart van de Berlijnse woningen elektriciteit, in 1928 was het al de helft. In 1918 werd 4700 kWh geproduceerd en tien jaar later was dat bijna tienduizend kWh meer. Wie elektriciteit in de woning had, zorgde eerst voor licht, keukenplaat en strijkijzer, pas daarna werd er bijvoorbeeld een radio gekocht. Wasmachines waren nog in een experimenteel stadium en koelkasten nog te duur. De Duitse keuken veranderde in de jaren twintig nog vrij weinig.
Tijdens de Eerste Wereldoorlog nam de productie van vrachtauto's toe, en ook na de oorlog maakten steeds meer ondernemers gebruik van auto's, die dus niet meer alleen een hobby en statussymbool voor rijke mensen waren. In 1924 werden 132.000 personenauto's verkocht, in 1929 433.000. Toch konden zich alleen rijkere mensen een auto veroorloven, de massa reed motorfiets. De productie van auto's leed niet alleen onder het beperkte aantal potentiële klanten, maar ook onder een veelvoud van verschillende types en de afhankelijkheid van de conjunctuur. Wel werden experimenteel al autosnelwegen gebouwd, zoals de AVUS in Berlijn of de A1 bij Keulen. De eigenlijke overstap van paard en wagen naar auto's vond pas in de jaren vijftig plaats.
Ontdekkingen en nieuwe theorieën op het gebied van de natuurkunde kregen ook de interesse van het grote publiek. Natuurwetenschappers zoals Werner Heisenberg, die op 26-jarige leeftijd in 1927 professor in Leipzig werd, en vooral Albert Einstein hadden een zekere sterrenstatus. De boeken van Hermann Oberth (bijvoorbeeld Die Rakete zu den Planetenräumen, 1929) inspireerden de latere NASA-ingenieur Wernher von Braun. De geograaf Alfred Wegener verwierf bekendheid als onderzoeker in de Arctis, zijn theorie van de continentverschuiving kreeg pas later erkenning.
Op vele technische gebieden bleven Duitse ingenieurs leidinggevend. Op bijvoorbeeld luchtvaarttechniek werden innovatieve bijdragen geleverd aan verbeterde vliegtuigmotoren, vleugelprofielen en de zich snel ontwikkelende luchtschepen zoals de zeppelin. Ook huishoudelijke technische producten als wasmachines, koelkasten, radio's en verlichting werden verbeterd. In de chemische industrie werden nieuwe kunststoffen en farmaceutische producten ontwikkeld. Meer achter de schermen werd ook op militair gebied vooruitgang geboekt. Al in de jaren twintig werd er geëxperimenteerd met rakettechniek en straalturbines en ook werden lichte tanks ontwikkeld. Pas tijdens (en na) de Tweede Wereldoorlog bleek hoe ver de Duitsers hiermee voorlagen op andere landen.

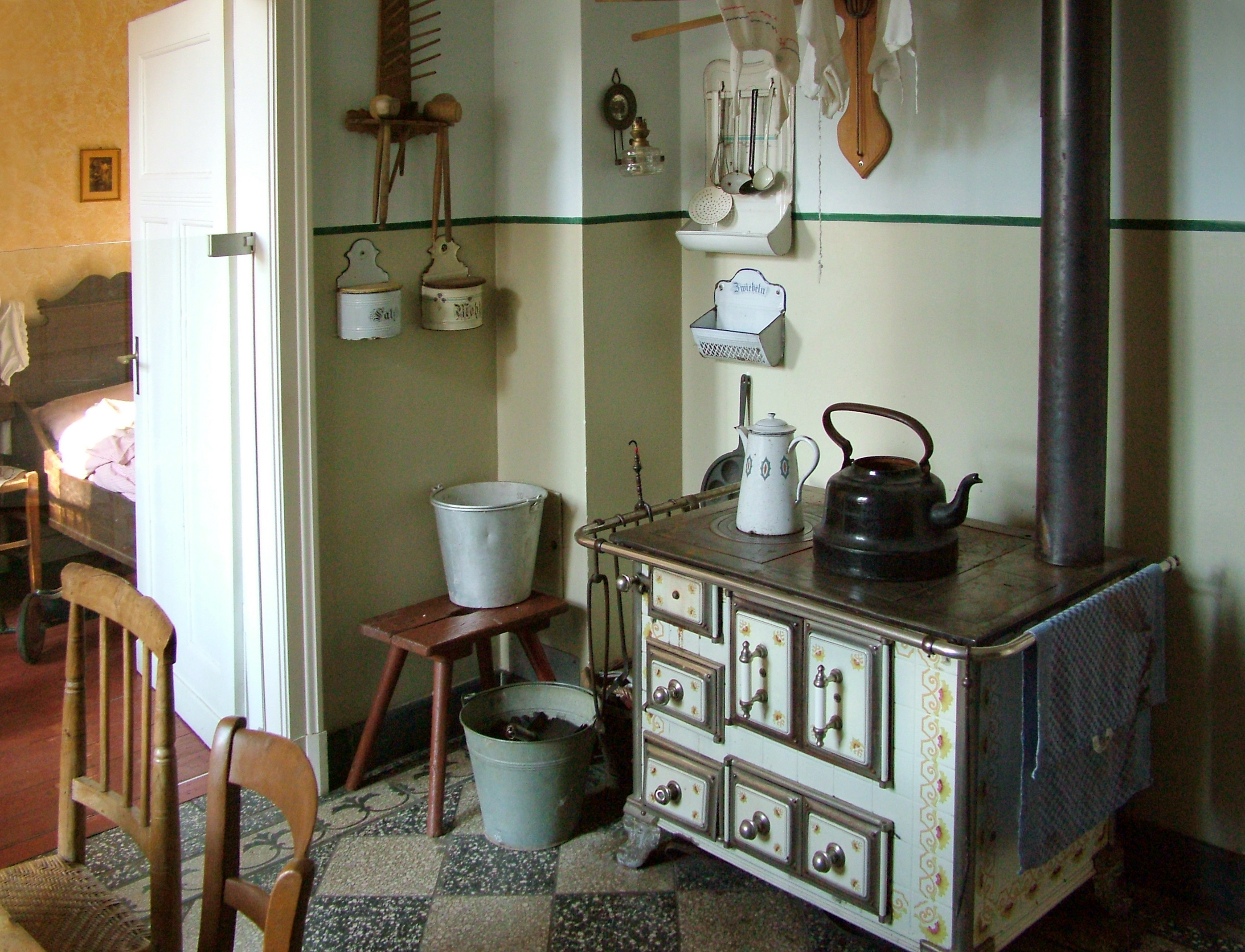
Arbeiderswoning rond 1920 (textielmuseum Bocholt). De nieuwe elektrische apparaten waren in de gemiddelde volkswoning niet te vinden.
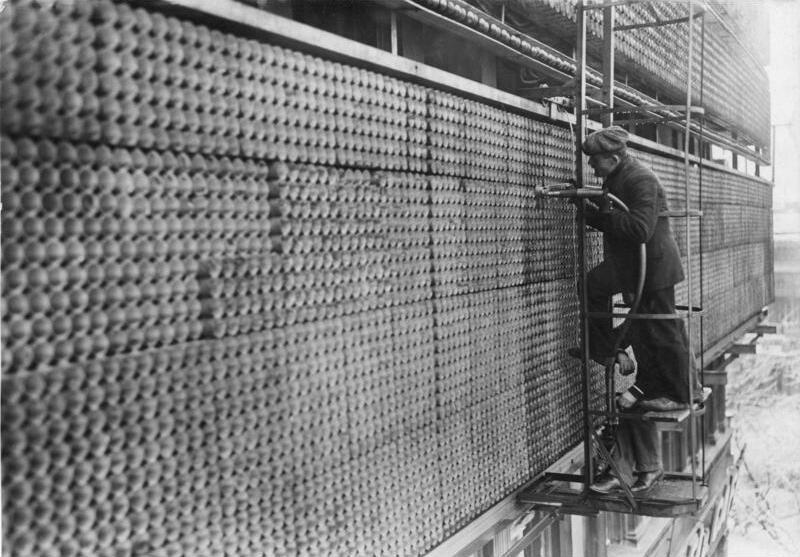
Lichtkrant met 10.000 gloeilampen, Potsdamer Platz, Berlijn 1927
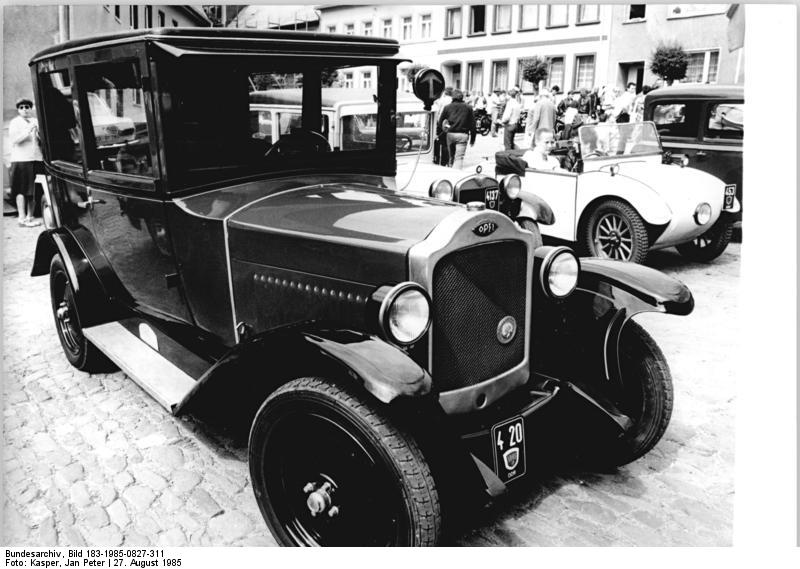
Automobiel van Opel, 1927
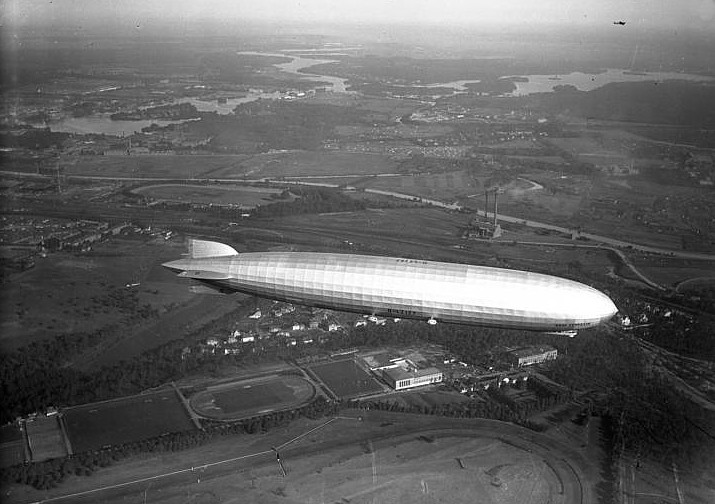
Luchtschip Graf Zeppelin boven Berlijn, 1928
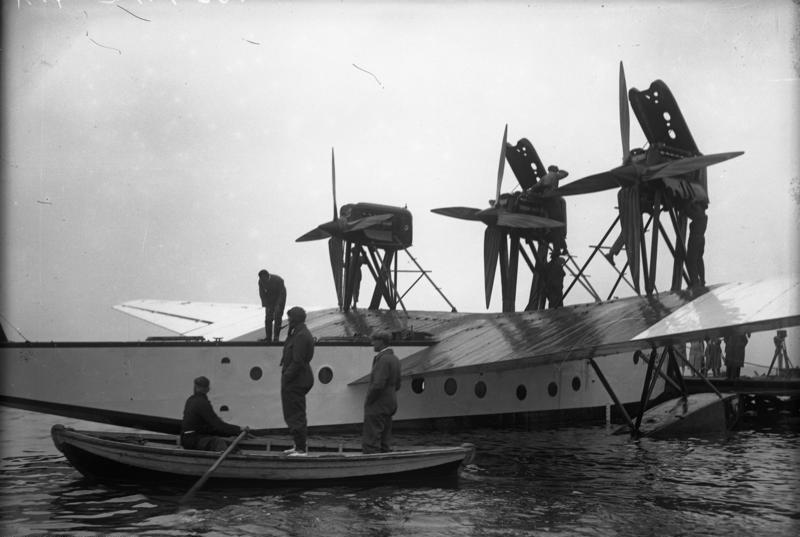
Vliegboot Rohrbach, 1928
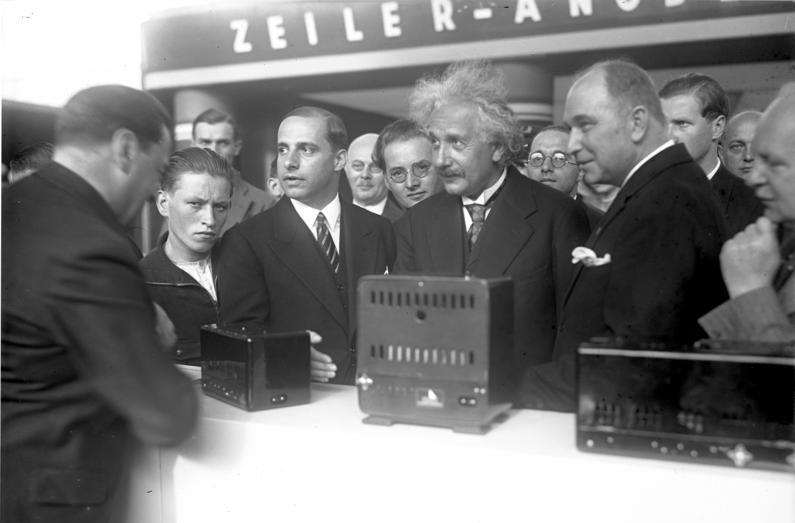
Albert Einstein bekijkt nieuwe radioapparaten op de Funkausstellung in Berlijn, 1930.
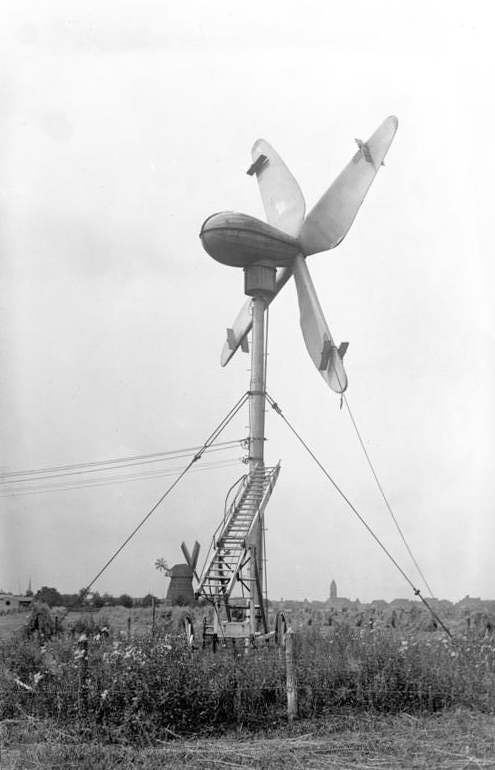
Experimentele windmolen om elektriciteit op te wekken, 1932
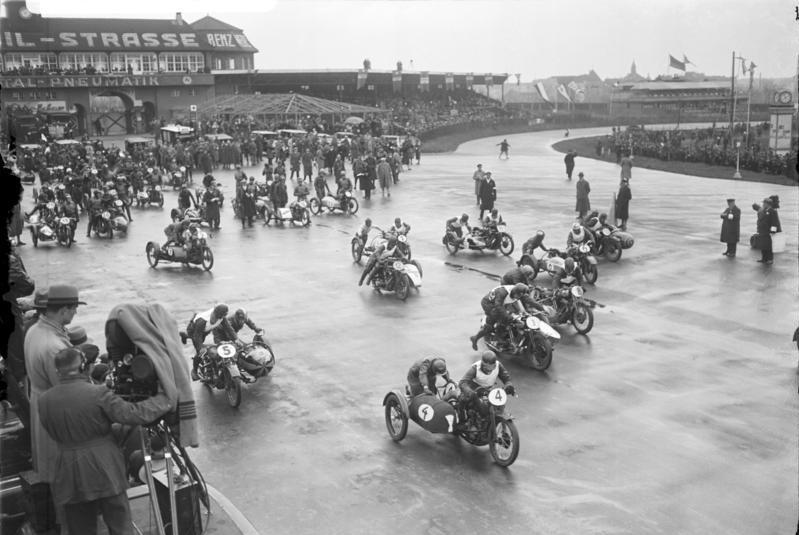
Wedstrijd voor motorfietsen op de AVUS, Berlijn 1932

### Kunst en cultuur

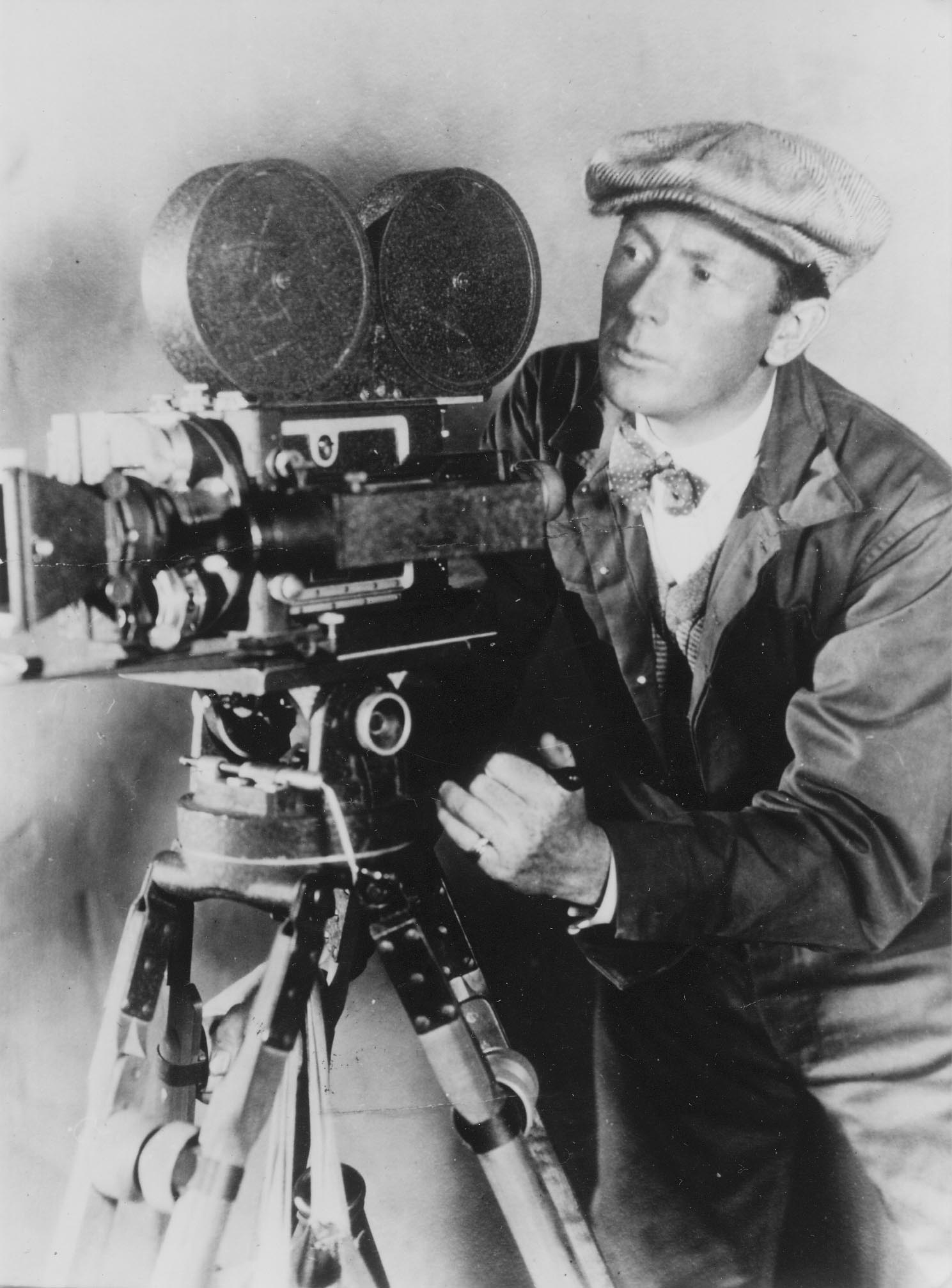
De regisseur Friedrich Wilhelm Murnau (Nosferatu), 1920

Het rijke culturele leven uit het Keizerrijk zette zich in de republiek voort. Nieuw waren onder meer invloeden van politieke en ideologische stromingen en ook technische mogelijkheden. Films werden sinds ongeveer 1918 langer en kregen vanaf 1927 ook geluid. Een van de bekendste geluidsfilms uit de Weimarrepubliek is de musical Die Drei von der Tankstelle (1930), met onder meer Willy Fritsch en Heinz Rühmann, die in de Hitler-tijd en in de Bondsrepubliek grote sterren waren. Andere acteurs uit de Weimarrepubliek zoals Peter Lorre en Conrad Veidt moesten na 1933 vluchten.
Een van de duurste films uit die tijd was Metropolis (1927) van Fritz Lang, de maker van M – Eine Stadt sucht einen Mörder (1930). Filmkenners herinneren zich experimentele klassiekers zoals Das Cabinett des Dr. Caligari (1920) of Nosferatu (1922). De grootste filmfabriek was de Universum Film AG (UFA) met haar studio's in Babelsberg bij Berlijn. Der blaue Engel met Marlene Dietrich (1930) had zelfs internationaal succes.
Nieuw was verder de radio, in Duitsland voor het eerst uitgezonden vanuit Königs Wusterhausen bij Berlijn op 22 december 1920. In 1925 hadden één miljoen Duitse huishoudens een radioapparaat, in 1928 al 2,8 miljoen. In grote steden waren 30 procent van de huishoudens radioluisteraars, op het platteland aanzienlijk minder vanwege het ontbreken van zenders. Op de radio hoorde men vooral muziek; hoorspelen en politieke reportagen kwamen pas vrij laat erbij.
Gerhart Hauptmann was in de tijd van de republiek de meest gewaardeerde schrijver, ofschoon zijn belangrijkste werken al geschiedenis waren. Bekende en nog steeds gelezen auteurs zijn de broers Thomas Mann (de Nobelprijswinnaar van 1929) en Heinrich Mann, onder de auteurs van kinderboeken zijn te vermelden Erich Kästner (Emil und die Detektive) en Waldemar Bonsels (Die Biene Maja). Veel schrijvers voelden zich door de communistische partij aangetrokken, zoals Bertolt Brecht, Lion Feuchtwanger of Kurt Tucholsky. Alfred Döblin gold als meester van de montagetechniek (Berlin Alexanderplatz). Een rechts auteur was bijvoorbeeld Ernst Jünger met zijn herinneringen aan de Eerste Wereldoorlog (In Stahlgewittern). Eveneens sceptisch tegenover de republiek was Stefan George die met zijn visionair-neoromantieke gedichten een kring van jongeren aantrok.
In de beeldende kunst stonden namen als Max Liebermann en Lovis Corinth voor een overgang van het impressionisme naar het expressionisme. Bekende expressionisten waren Max Pechstein, Otto Dix en Käthe Kollwitz. Het dadaïsme hield van absurdistische, zinloze kunst met een anti-houding tegenover normen en moraal. Vaak werden ontwikkelingen uit de jaren vóór de oorlog voortgezet. Een jongere, nieuwe kunstenaar was Otto Dix die de gruwelijkheden van de oorlog thematiseerde. Politieke satire tekende bijvoorbeeld George Grosz. Veel kunst uit de Weimarrepubliek werd door de nationaalsocialisten als "entartet" betiteld, als niet verenigbaar met het 'zedelijk en esthetisch gevoel van het Duitse volk', en later, na de machtsovername, verboden. In de Bondsrepubliek ontving ze juist veel waardering.
In Duitsland (en andere landen) waren oudere muziekvormen zoals de operette nog zeer geliefd, bijvoorbeeld Franz Lehárs Das Land des Lächelns uit 1929. Maar de Amerikaanse invloed was ook op het gebied van de muziek al in de jaren twintig zeer sterk. Misschien het meest populair werd het sextet Comedian Harmonists met een breed repertoire van jazz, klassieke stukken en volksmuziek. In 1934/1935 verlieten de drie joodse leden Duitsland.

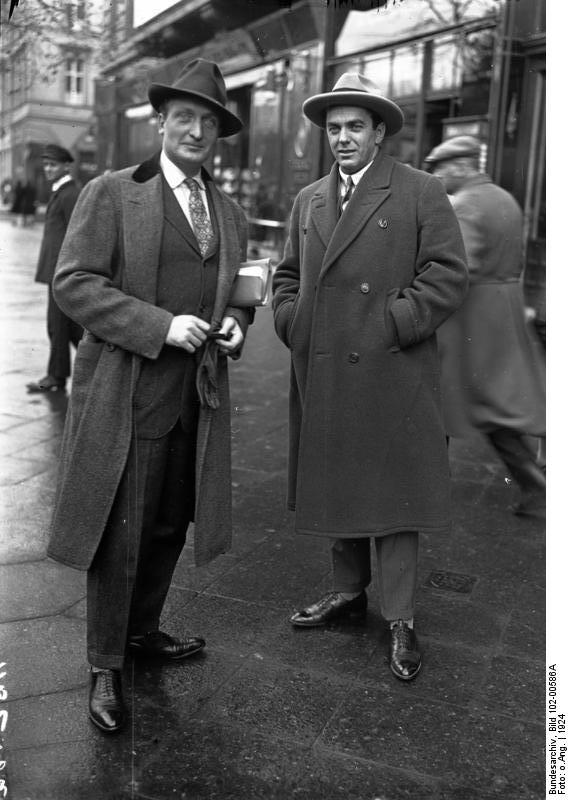
Acteur Hans Albers (links), 1924
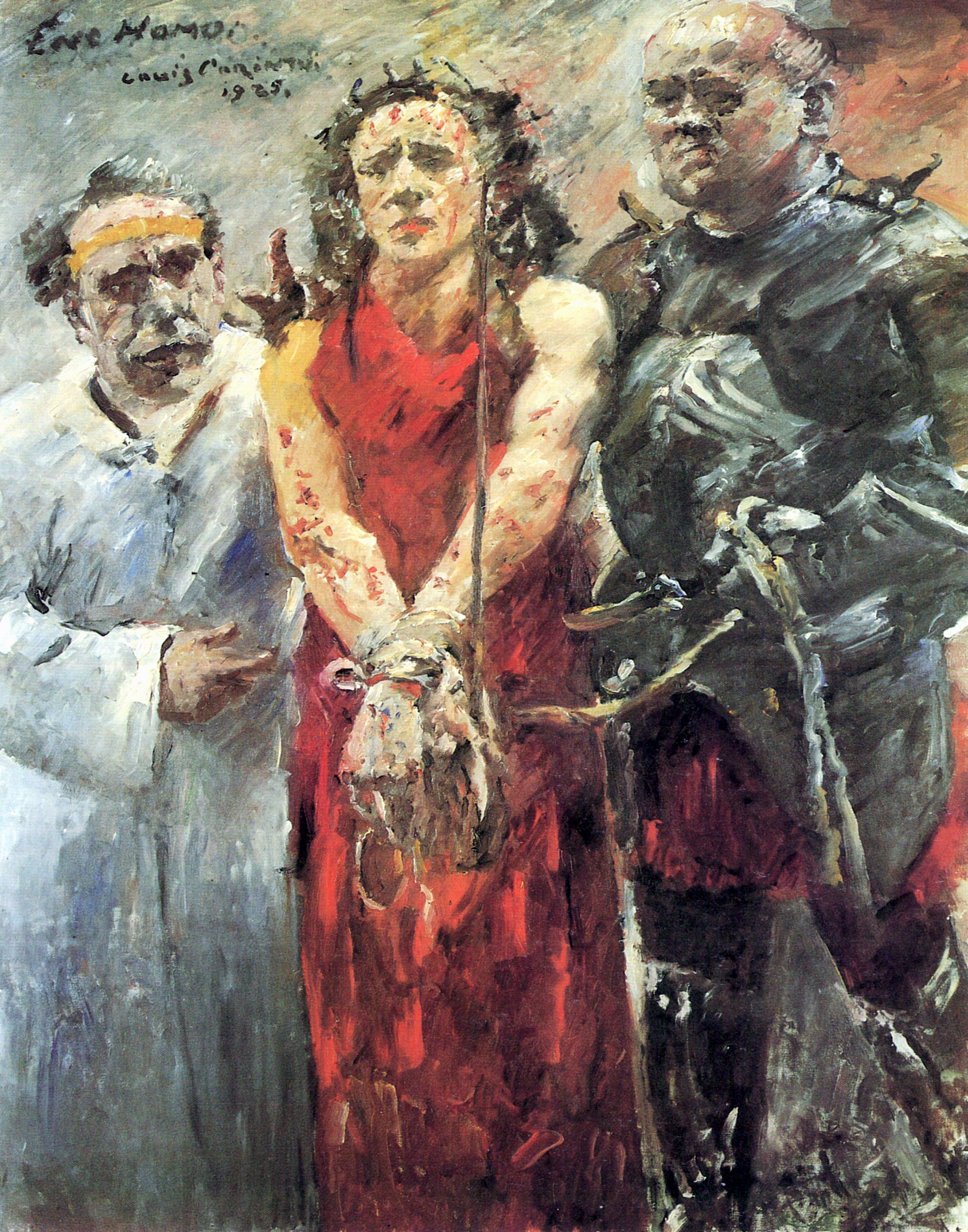
Ecce Homo van Lovis Corinth, 1925
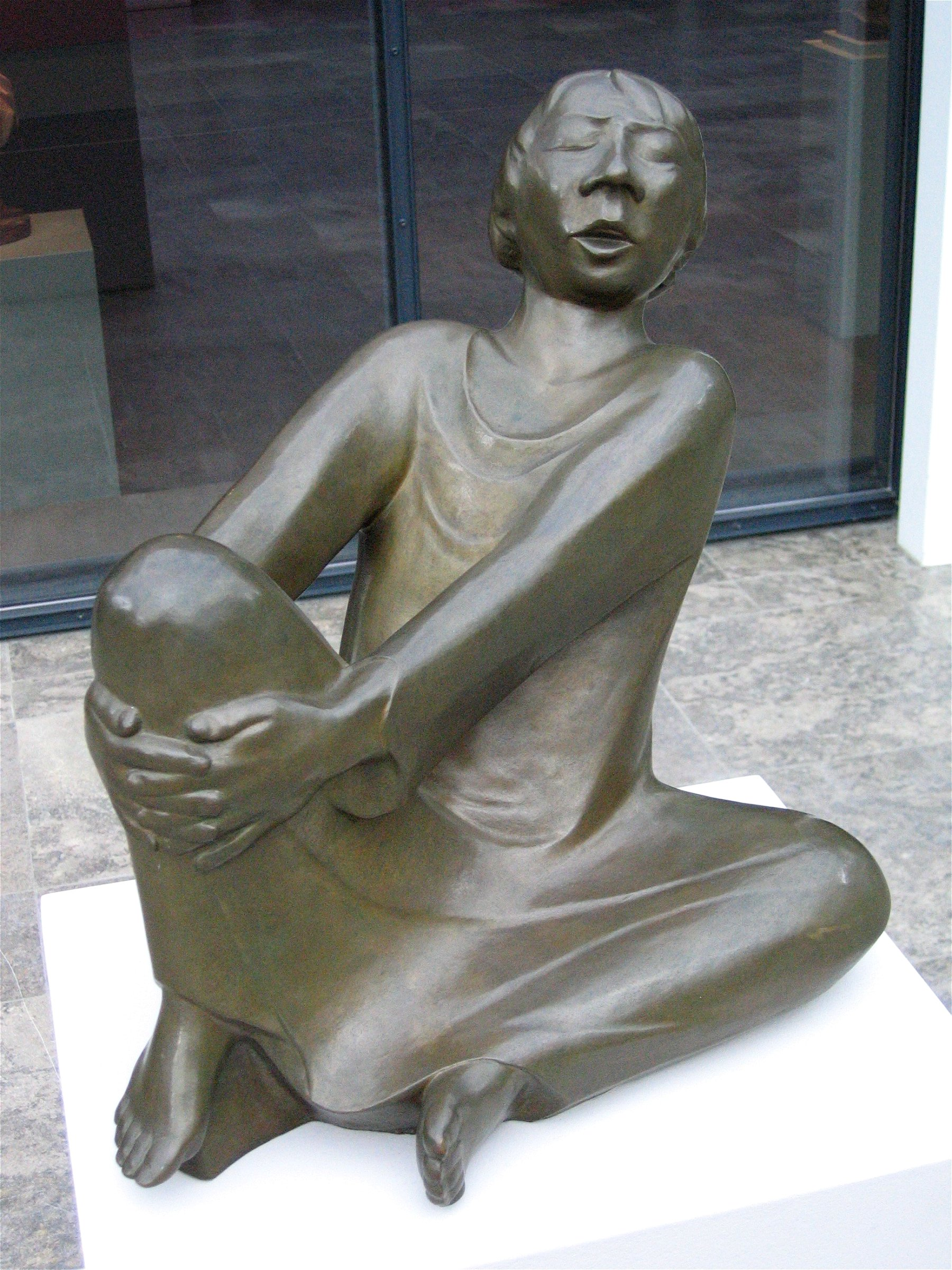
Der singende Mann van Ernst Barlach, 1928
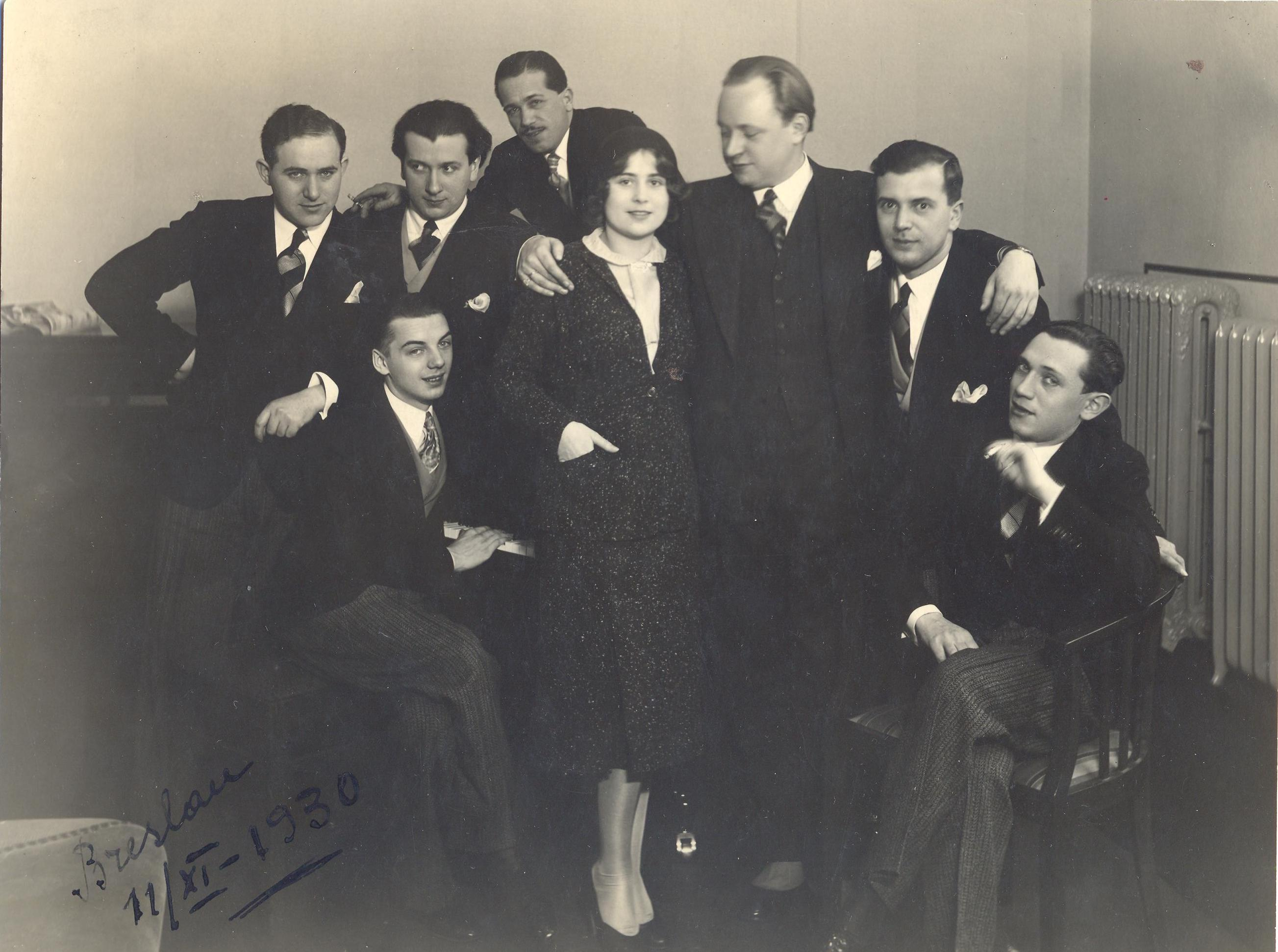
De zangers Comedian Harmonists, 1930
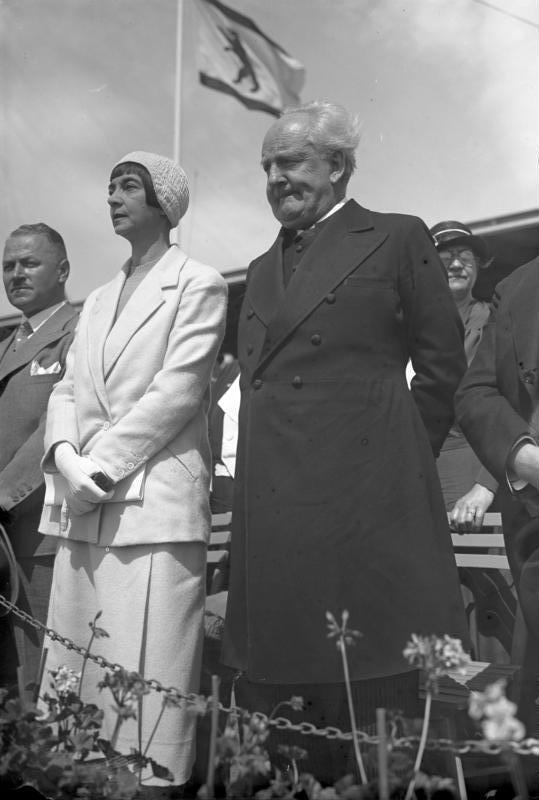
De naturalistische schrijver Gerhart Hauptmann, 1932
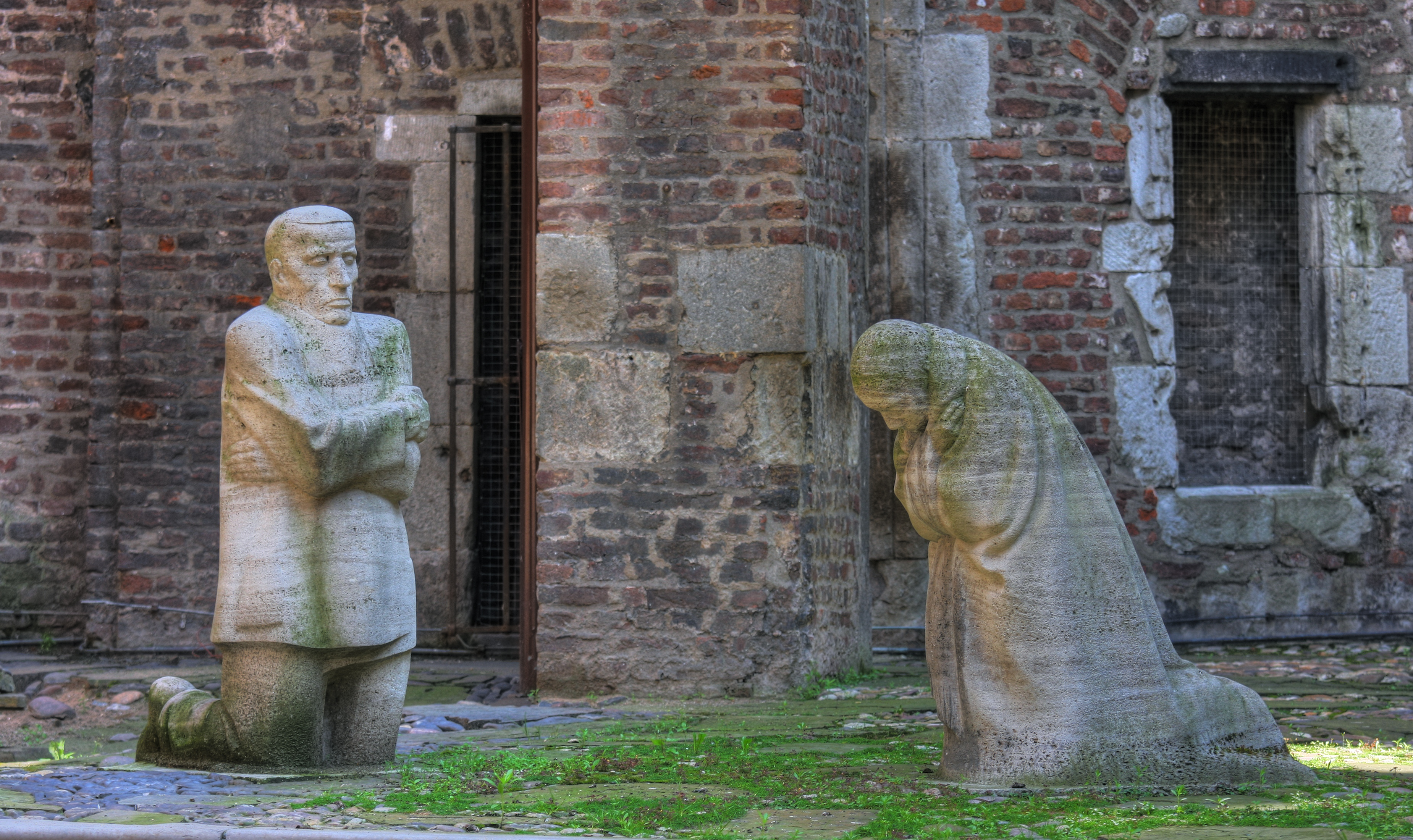
Trauerndes Elternpaar (origineel uit 1932) in een kerkruïne in Keulen, standbeeld van Käthe Kollwitz die haar zoon in de Eerste Wereldoorlog had verloren
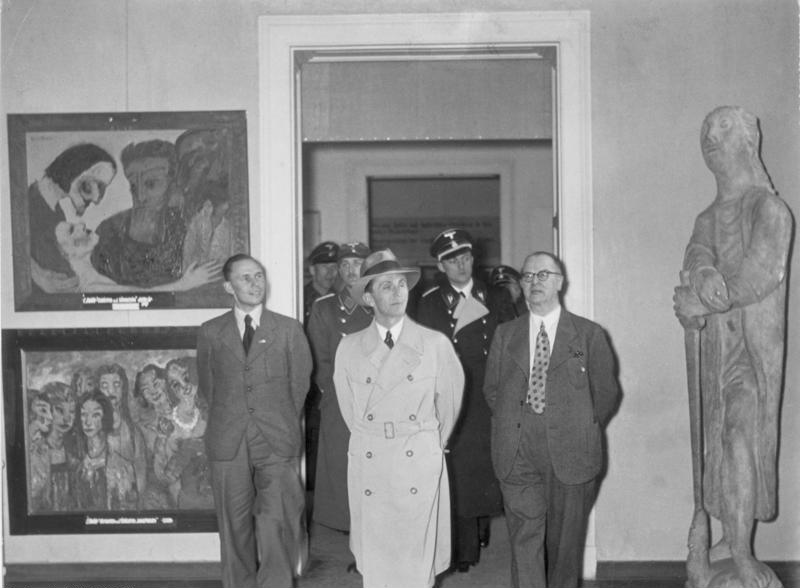
Minister van Propaganda Joseph Goebbels op de tentoonstelling Entartete Kunst: moderne kunst die door de nazi's werd verboden, 1938
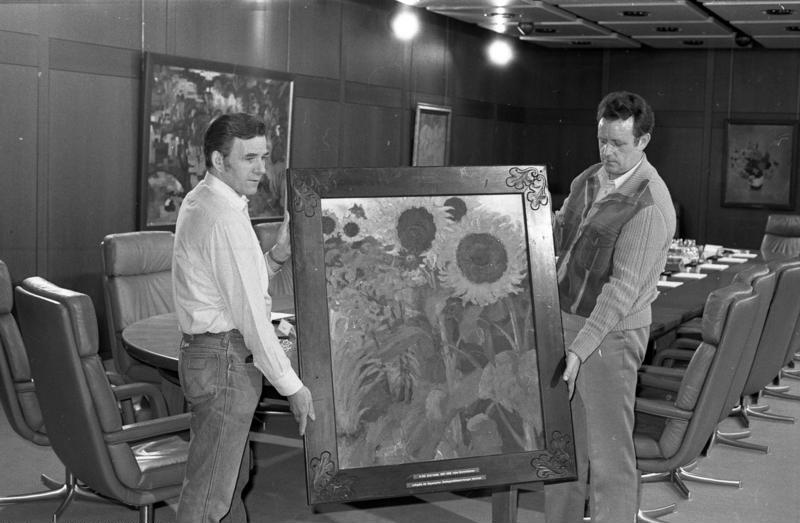
Voor de Bondsduitse kabinetszaal werd rond 1980 bewust voor kunst van achtervolgden gekozen. Hier een schilderij van Emil Nolde.

## Politiek

### Rijksdag
De Weimarrepubliek was de eerste democratische Duitse Bondsstaat. De Rijksdag (het parlement) had de rechten en controlemogelijkheden van een modern parlement. De Rijksdag koos de Rijkskanselier en stelde wetten vast. In de jaren 1919-1924 en vanaf 1930 werd de Rijksdag geleidelijk omzeild door machtigingswetten en door nooddecreten van de Rijkspresident.

### Politieke partijen
Politieke partijen bestaan in Duitsland sinds de jaren 1860. In de Weimarrepubliek hadden ze niet alleen invloed op de wetgeving, maar bepaalden ook de samenstelling van de regeringen.

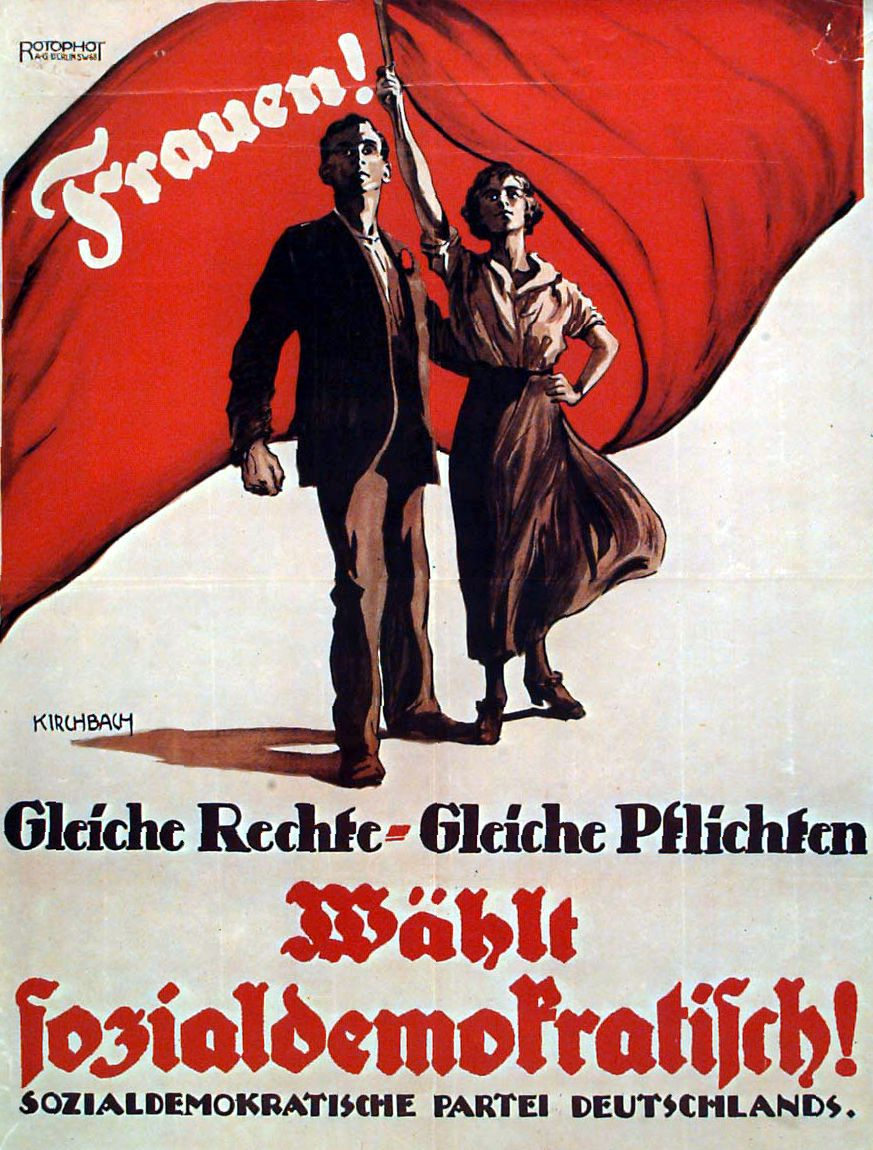
Affiche van de SPD met betrekking tot het algemeen kiesrecht ook voor vrouwen, 1919. De SPD was van 1912 tot 1932 de partij met de meeste afgevaardigden in de Rijksdag.

De grote partijen Zentrum, sociaaldemocraten (SPD) en de twee liberale partijen uit het Keizerrijk bleven bestaan, zij het onder andere namen (de links-liberalen van de FVP werden de DDP, de rechts-liberalen van de Nationaalliberale Partij de DVP). De twee conservatieve partijen gingen op in de Deutschnationale Volkspartei. Zij nam de rol van een gematigd-rechtse systeempartij niet aan en vocht tegen de republiek, vooral onder haar voorzitter Alfred Hugenberg (sinds 1928). Gematigde conservatieven verlieten de partij (Konservative Volkspartei) maar konden geen noemenswaardige aanhang verwerven.
De SPD verloor veel leden en kiezers aan de radicale USPD van 1917, vooral in de verkiezingen van 1920. De USPD viel al in 1922 in twee groepen uit elkaar, naar aanleiding van de vraag of de partij de gewelddadige ontwikkeling in Sovjet-Rusland moest aanvaarden. De gematigden gingen terug naar de SPD, de radicalen naar de Kommunistische Partei Deutschlands, die pas daardoor een echte massa-aanhang kreeg.
De onderstaande lijst is gerangschikt van links naar rechts op het politieke spectrum.
- Kommunistische Partei Deutschlands (KPD, sinds 1918); ze zag zich als de Duitse tak van de Communistische Internationale en steunde de politiek van Stalin.
- Unabhängige Sozialdemokratische Partei Deutschlands (USPD, tot 1923, formeel 1931); na de splitsing van 1922 ging de USPD door als splinterpartij.
- Sozialdemokratische Partei Deutschlands (SPD); van 1919 tot en met 1932 de grootste fractie in de Rijksdag
- Deutsche Demokratische Partei (DDP, sinds 1930 Deutsche Staatspartei); de links-liberalen verloren vooral na 1930 bijna hun complete kiezersaanhang.
- Deutsche Zentrumspartei (Zentrum); van 1919 tot en met 1932 voortdurend in de regering vertegenwoordigd. Als partij van de katholieken waren haar verkiezingsresultaten buitengewoon stabiel (tussen de elf en dertien procent).
- Bayerische Volkspartei (BVP); de Beierse tak van het Zentrum maakte zich 1918 onafhankelijk en wilde ook een zelfstandiger Beieren zien. De partij was duidelijk rechtser dan het Zentrum, maar nam vanaf 1923/1925 wel aan de rijksregeringen deel.
- Deutsche Volkspartei (DVP); ondanks de poging van een gezamenlijke liberale partij bleven de rechts-liberalen bij een eigen partij. Na de dood van Stresemann in 1929 werd de politiek van de partij rechtser.
- Deutschnationale Volkspartei (DNVP); de partij van de oude elites, die ook antisemitische leuzen opnam, was verdeeld in een gematigde en een radicale vleugel; van 1928 tot 1930 verloor ze de helft van haar leden en fractieleden, vooral aan de NSDAP.
- Nationalsozialistische Deutsche Arbeiterpartei (NSDAP); de nationaalsocialisten hebben bij de verkiezingen van 1928 de eerste plek tussen de rechtsradicale groeperingen veroverd. In 1930 hadden ze een plotseling succes. Na juli 1932 werden ze de grootste partij in de Rijksdag.

### Federale indeling
De deelstaten van de Weimarrepubliek kwamen grotendeels overeen met die van het Duitse Keizerrijk. De acht (1918-1920 zeven) Thüringse staten verenigden zich in 1920 tot Thüringen (met uitzondering van de Vrijstaat Coburg (Saksen-Coburg), die zich na een referendum bij Beieren aansloot). Waldeck verloor zijn zelfstandigheid in 1929 en werd deel van de Pruisische provincie Hessen-Nassau.
Het onderstaande overzicht bevat gegevens uit de volkstelling van 1925. De statistieken van Waldeck zijn echter reeds bij die van Pruisen opgeteld.

### Bestuurders
De Rijkspresident was het staatshoofd, de Rijkskanselier hoofd van de regering. Rijkspresident Ebert werd nog door de Nationalversammlung in 1919 en door de Rijksdag in 1922 voor korte termijnen gekozen, de eerste echte grondwettelijke verkiezing was die van Hindenburg in 1925. Terwijl Ebert nog steeds groot aanzien bezit (niet alleen bij sociaaldemocraten), wordt Hindenburg vooral gezien als degene die de republiek in het begin diffameerde en die uiteindelijk Hitler tot Rijkskanselier benoemde en niets tegen Hitlers dictatuur deed.
Onder de twaalf Rijkskanseliers tussen Eberts Raad der Volkscommissarissen en het aantreden van Hitler is Gustav Stresemann het bekendst, in tegenstelling tot zijn opvolger Wilhelm Marx, de langstzittende kanselier.
| Termijn   | Naam                | Opmerkingen                                                                                         |
| --------- | ------------------- | --------------------------------------------------------------------------------------------------- |
| 1919-1925 | Friedrich Ebert     | Door de Nationalversammlung in 1919 provisorisch en door de Rijksdag in 1922 gekozen voor drie jaar |
| 1925      | Walter Simons       | plaatsvervangend als president van het Rijksgerechtshof                                             |
| 1925-1934 | Paul von Hindenburg | De eerste en enige door het volk verkozen president (1925 en 1932)                                  |

| Termijn   | Naam                  | Kabinet                    | Coalitie                                                                    | Opmerkingen                            |
| --------- | --------------------- | -------------------------- | --------------------------------------------------------------------------- | -------------------------------------- |
| 1919      | Philipp Scheidemann   | Scheidemann                | SPD / Zentrum / DDP                                                         | Coalitie van Weimar, met meerderheid   |
| 1919-1920 | Gustav Bauer          | Bauer                      | SPD / Zentrum / DDP                                                         | Coalitie van Weimar, met meerderheid   |
| 1920      | Hermann Müller        | Müller I                   | SPD / Zentrum / DDP                                                         | Coalitie van Weimar, met meerderheid   |
| 1920-1921 | Konstantin Fehrenbach | Fehrenbach                 | Zentrum / DVP / DDP                                                         | Minderheidskabinet                     |
| 1921-1922 | Joseph Wirth          | Wirth I Wirth II           | SPD / Zentrum / DDP SPD / Zentrum / DDP                                     | Minderheidskabinett Minderheidskabinet |
| 1922-1923 | Wilhelm Cuno          | Cuno                       | Zentrum / DDP / DVP / BVP                                                   | Minderheidskabinet                     |
| 1923      | Gustav Stresemann     | Stresemann I Stresemann II | SPD / Zentrum / DVP / DDP Zentrum / DVP / DDP                               | Grote coalitie Minderheidskabinet      |
| 1923-1925 | Wilhelm Marx          | Marx I Marx II             | Zentrum / DDP / DVP / BVP Zentrum / DDP / DVP                               | Minderheidskabinet Minderheidskabinet  |
| 1925-1926 | Hans Luther           | Luther I Luther II         | Zentrum / DVP / DDP / BVP Zentrum / DDP / DVP / BVP                         | Minderheidskabinet Minderheidskabinet  |
| 1926-1928 | Wilhelm Marx          | Marx III Marx IV           | Zentrum / DDP / DVP / BVP Zentrum / DNVP / DVP / BVP                        | Minderheidskabinet Minderheidskabinet  |
| 1928-1930 | Hermann Müller        | Müller II                  | SPD / Zentrum / DVP / DDP / BVP                                             | Grote coalitie                         |
| 1930-1932 | Heinrich Brüning      | Brüning I Brüning II       | Zentrum / DDP / DVP / BVP / WP/ DNVP / KVP Zentrum / DDP / BVP / KVP / CNBL | Minderheidskabinet Minderheidskabinet  |
| 1932      | Franz von Papen       | Papen                      | DNVP                                                                        | Kabinet van vooral partijlozen         |
| 1932-1933 | Kurt von Schleicher   | Schleicher                 | DNVP                                                                        | Kabinet van vooral partijlozen         |
| 1933-     | Adolf Hitler          | Hitler                     | NSDAP / DNVP                                                                | Minderheidskabinet tot maart 1933      |

### Rijksdagsverkiezingen
In de Weimarrepubliek werd de Rijksdag via een systeem van evenredige vertegenwoordiging gekozen. In principe was er per 60.000 stemmen één afgevaardigde. Het totaal aantal parlementsleden hing dus af van de stemopkomst. Gekozen werden lijsten van de partijen in kieskringen. Reststemmen werden eerst op een hoger regionaal niveau en, als er nog een rest was, op nationaal niveau geteld (rijkslijsten). Vanwege de reststemmen waren grotere partijen iets bevoordeeld en kon het percentage zetels voor een partij verschillen van het percentage stemmen (tot ca. een procent).
Al in de Nationale Vergadering van 1919 vonden sommigen dat een parlementair systeem alleen met een meerderheidsstelsel zou kunnen werken. Toch is het zeer speculatief de val van de republiek uitsluitend aan het kiessysteem, dat te veel partijen het parlement binnen had laten komen, te wijten. Ook in het Keizerrijk waren er niet minder partijen in de Rijksdag.